# MCP新都城中心
MCP新都城中心（英語：Metro City Plaza）是三個香港將軍澳大型購物商場，由恒基兆業地產發展。商場位於新界西貢區將軍澳新市鎮魷魚灣的中心地帶，大型私人屋苑新都城基座，圍繞港鐵將軍澳綫寶琳站，由多條密封式具空調行人天橋互相連接，當中商場坐擁150萬平方呎，為恆基地產旗艦商場，滙聚超過400間商舖，是香港最多商舖的商場。此商場曾用作拍攝無線電視以購物商場為主題的2017年大女主劇集《不懂撒嬌的女人》。第二期商場大家樂、中原電器、海馬牌、麥當勞、FANCL、必勝客、中華書局（從未裝修）、部份上層千色百貨為由商場開業至今仍然原址營業的商戶。

## 商場整體簡介與特色
MCP新都城中心共有三期，分別是MCP ONE（一期商場）、MCP CENTRAL（二期商場）及MCP DISCOVERY（三期商場），面積共達150萬平方呎。
當中MCP CENTRAL（二期商場）為首個附設電影院、中庭行人天橋、超級市場、水池，以及第二個附設百貨公司的將軍澳大型商場；MCP DISCOVERY（三期商場）為唯一一個附設電動平面步道及無天花板設計惠康超市的將軍澳大型商場；MCP ONE（一期商場）更有多個使用將軍澳污水處理廠環保木材改造的木椅。

## MCP ONE（新都城中心一期）

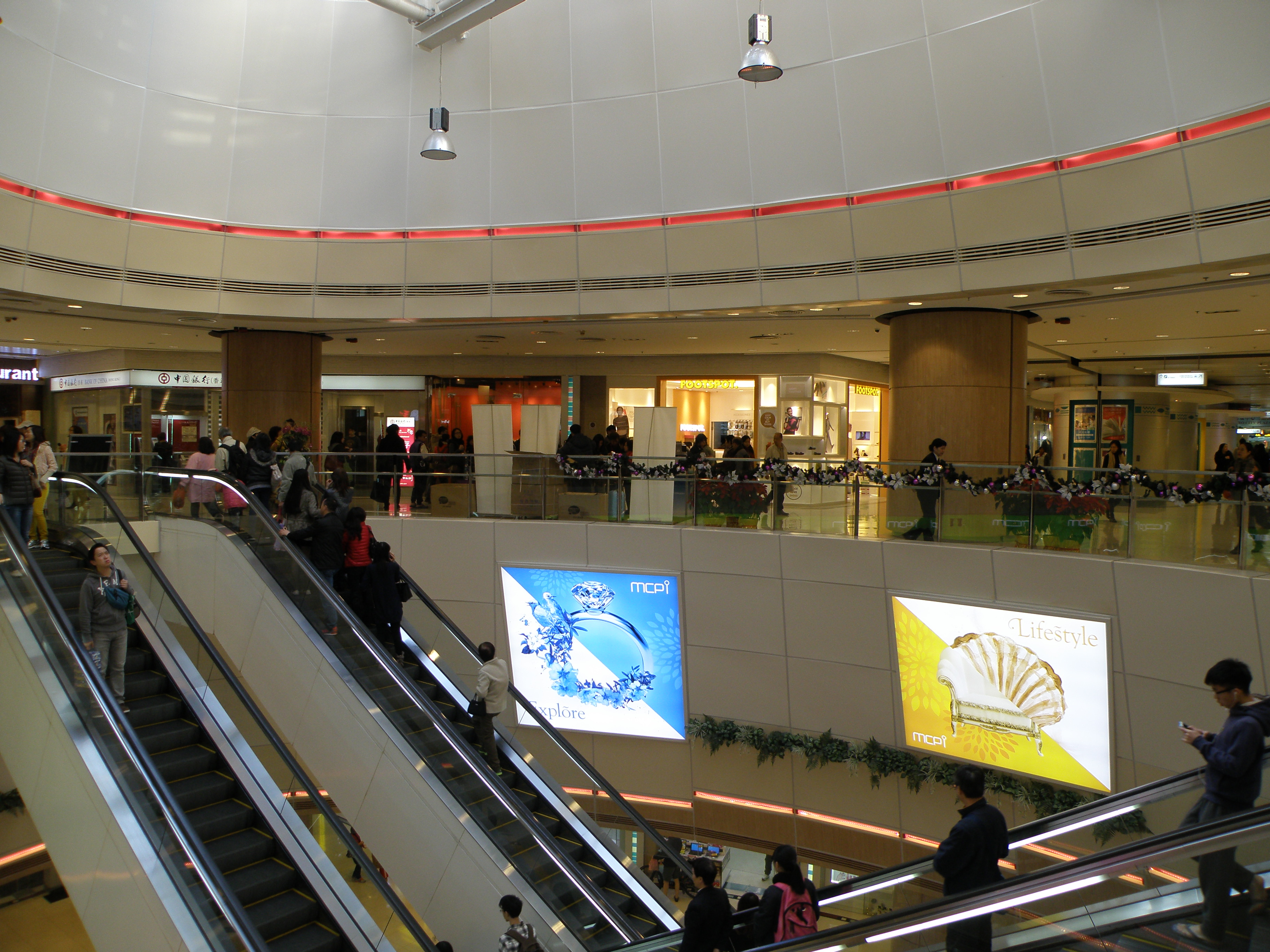
MCP ONE資產優化工程完成後的中庭（2015年）

MCP ONE（又稱：新都城中心一期，英文原稱：Metro City Plaza Phase 1）位於運亨路1號，於1996年12月落成，現由陽光房地產基金持有。
商場樓高兩層，面積約20萬平方呎，主要租戶以兒童學習中心、補習社、僱傭中心、地產代理、美容中心及小型書店及漫畫店為主，2樓設有連接寶琳站的行人天橋，可直接通往MCP CENTRAL及MCP DISCOVERY。

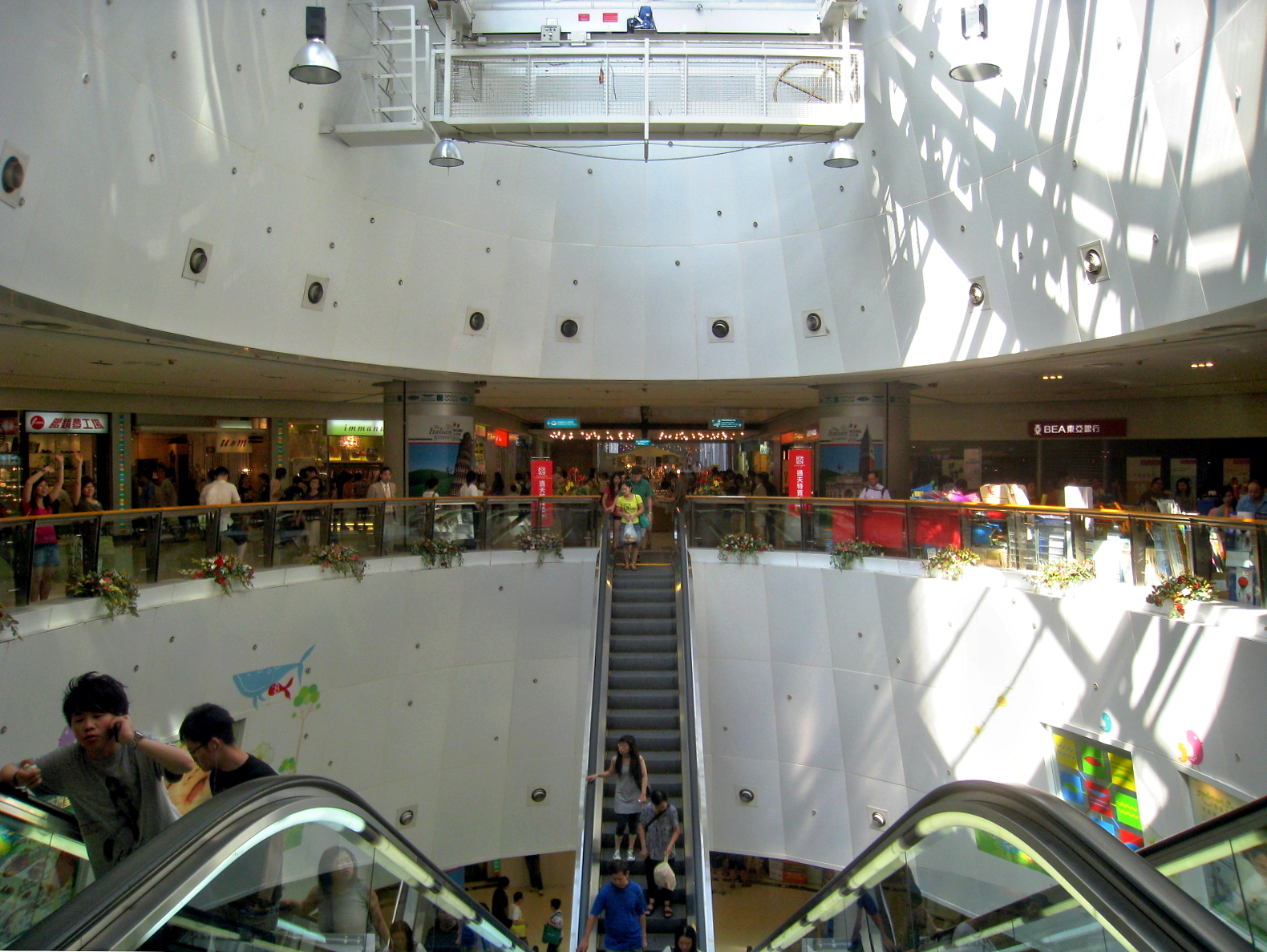
MCP ONE資產優化工程進行前的中庭（2009年）
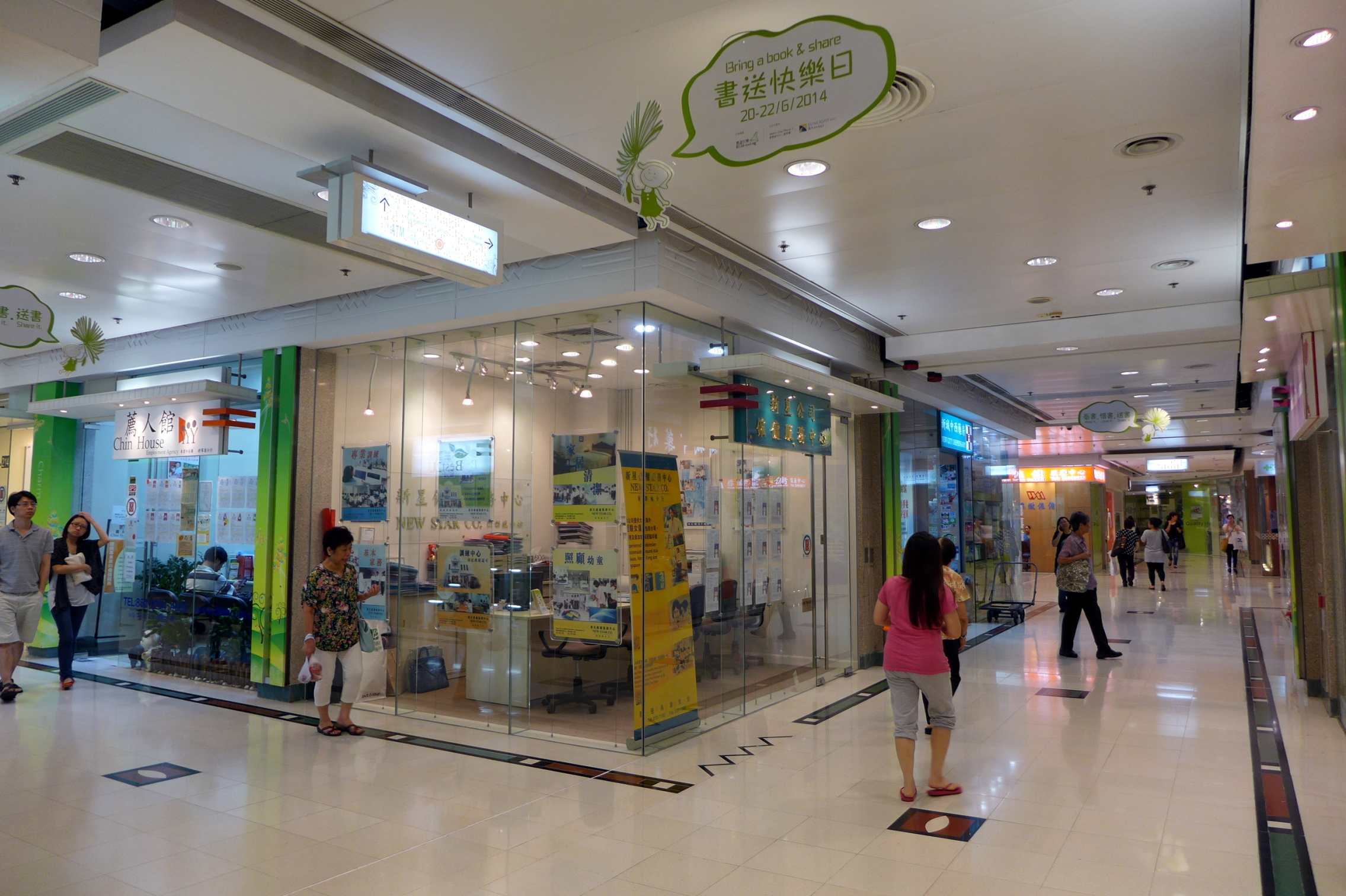
MCP ONE資產優化工程進行前的1樓（2014年）
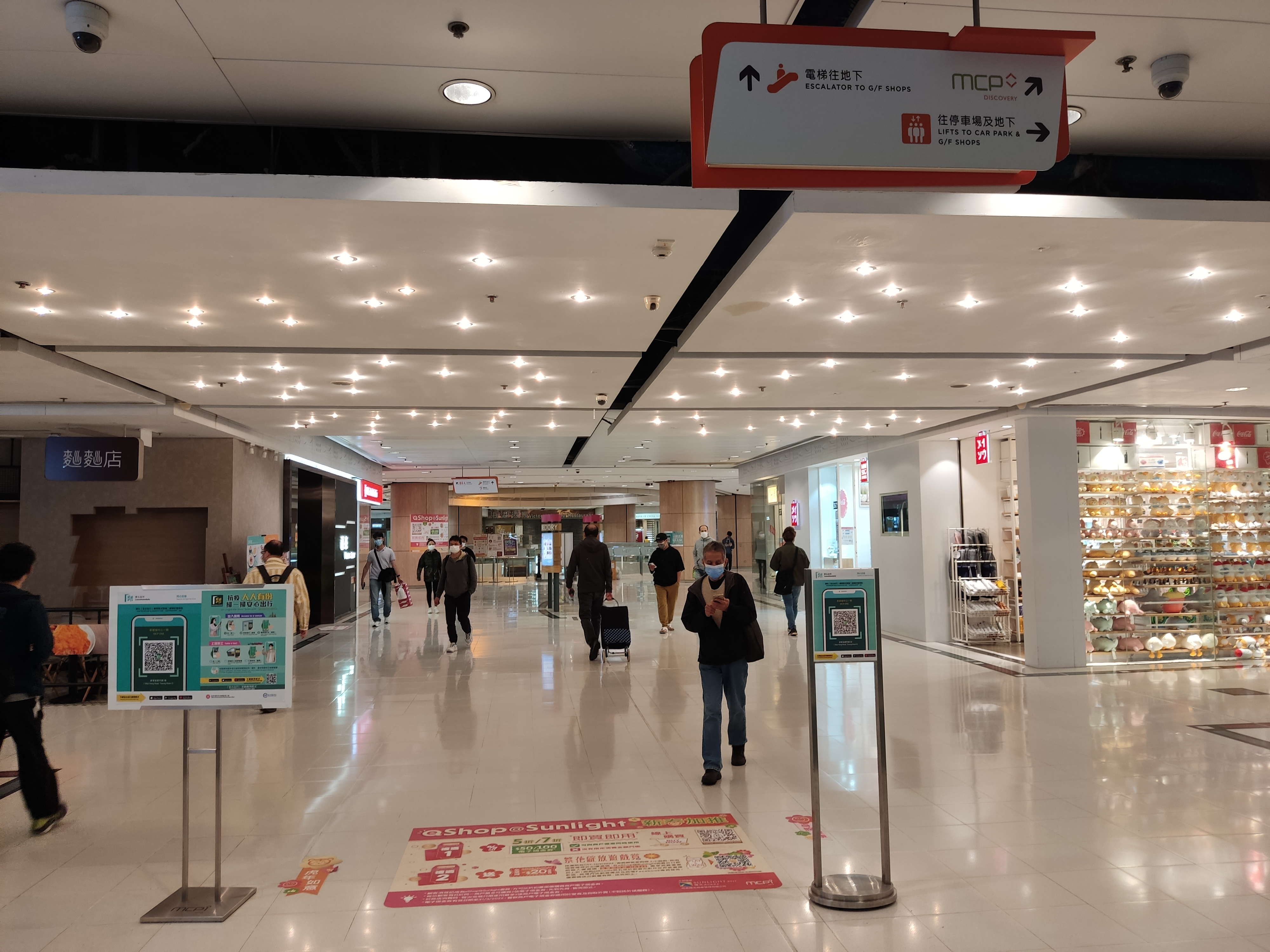
MCP ONE資產優化工程完成後的2樓（2022年）
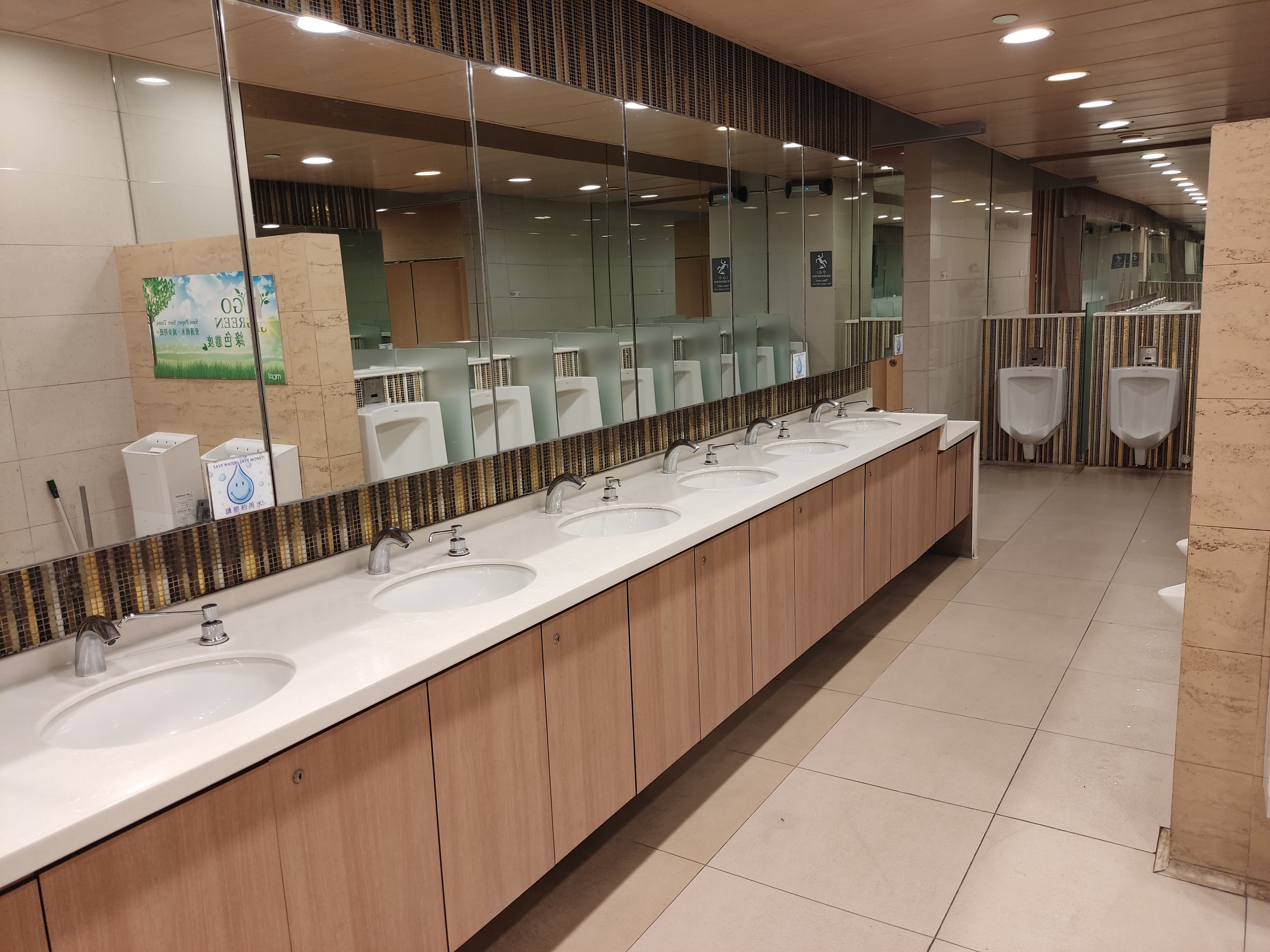
MCP ONE資產優化工程完成後的洗手間

### 資產優化工程
作為陽光房地產基金資產優化計畫的一部分，新都城中心曾多次進行翻新工程。
2010年，商場的兩所洗手間進行翻新洗手間，工程包括更換潔具及改善設施。
2014年，商場外牆及中庭完成裝修，裝修後引入大自然及舒適為設計概念。
2016年，商場部分柱身，地台及天花進行小型裝修工程。

### 翻新工程
2022年起，商場進行全面翻新，原本天花及地台的特色花紋從此消失，改由樹林風格取代。

## MCP CENTRAL（新都城中心二期）

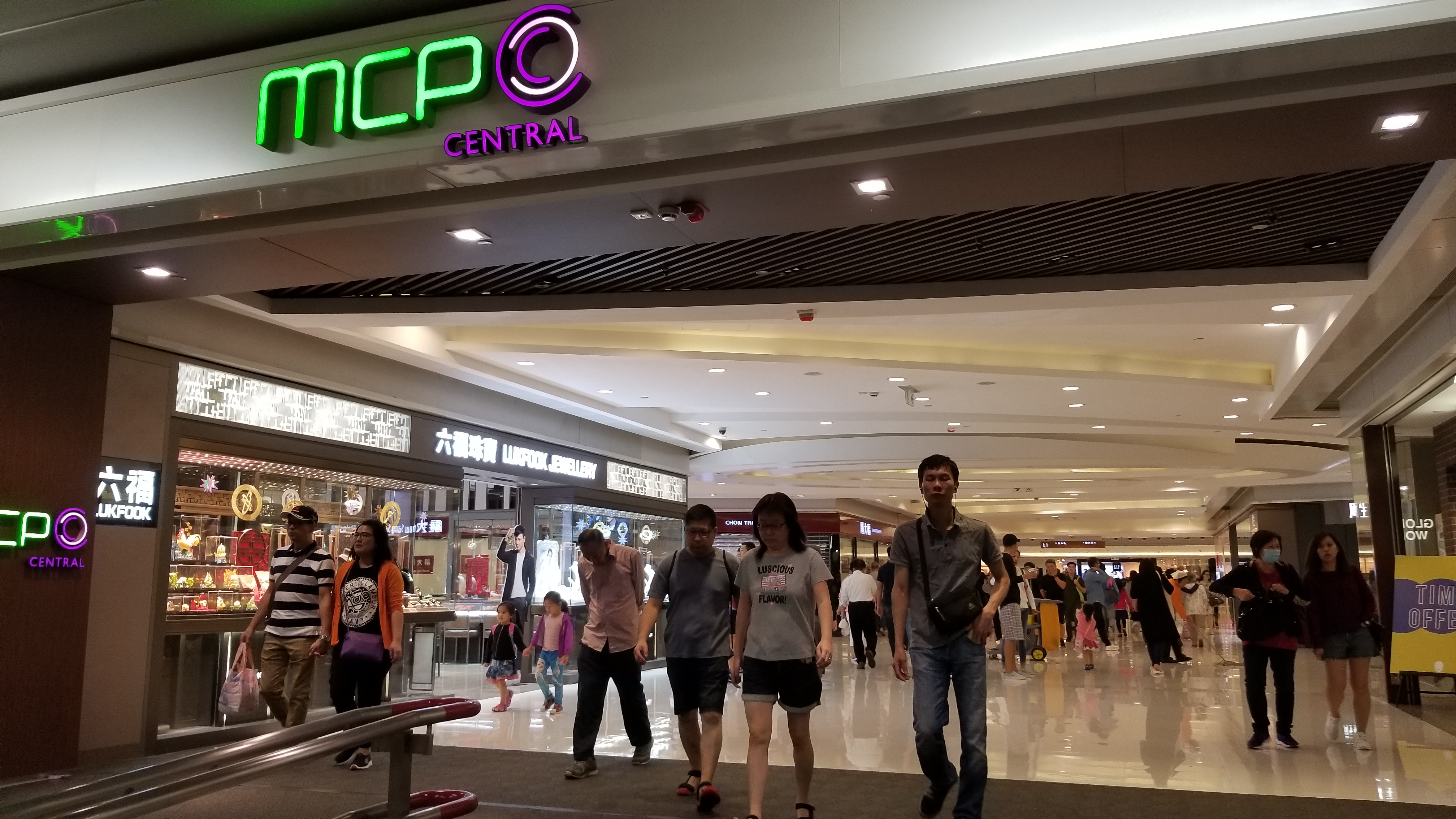
於寶琳港鐵站內的MCP CENTRAL入口

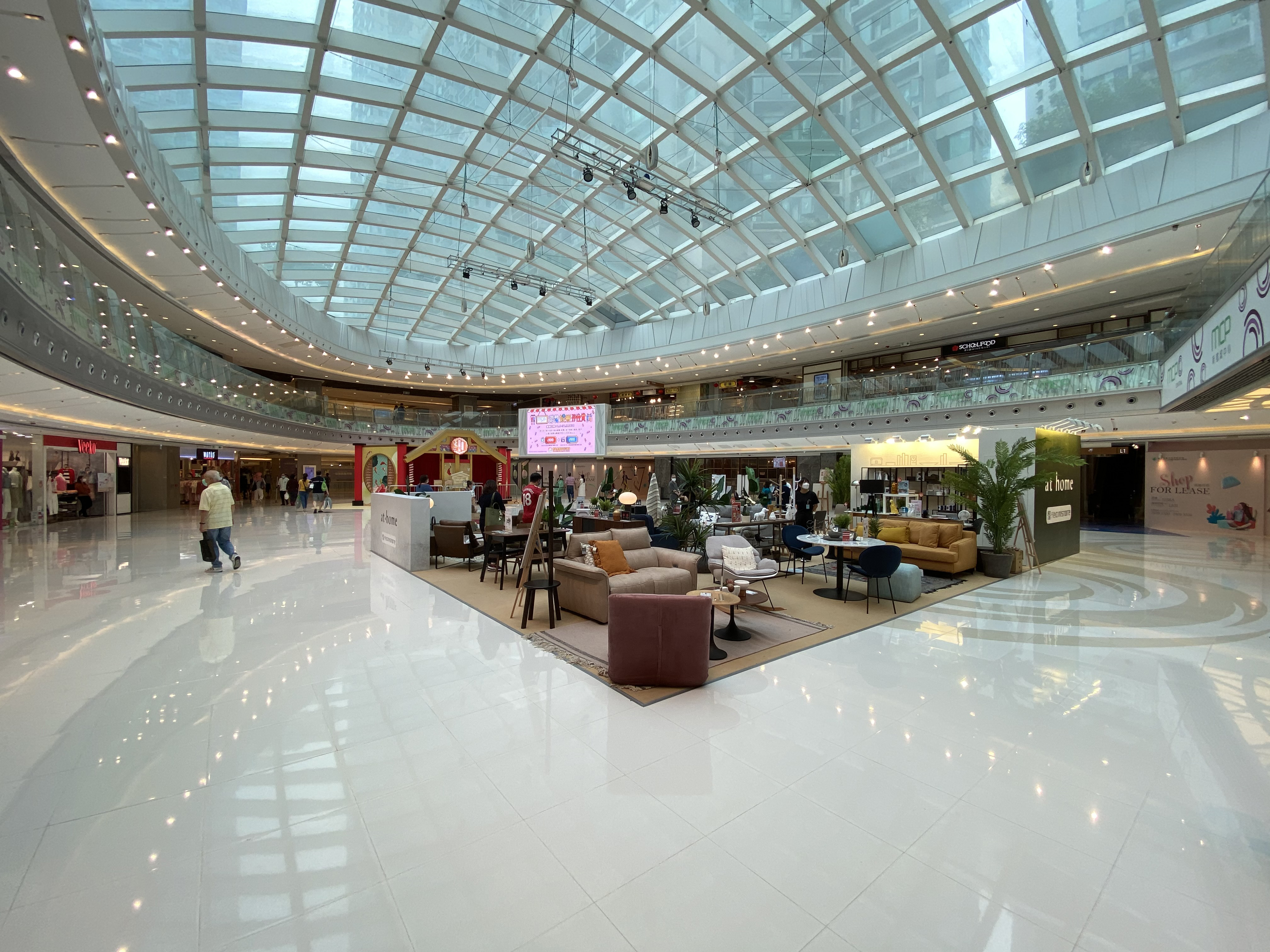
MCP CENTRAL中央天幕廣場

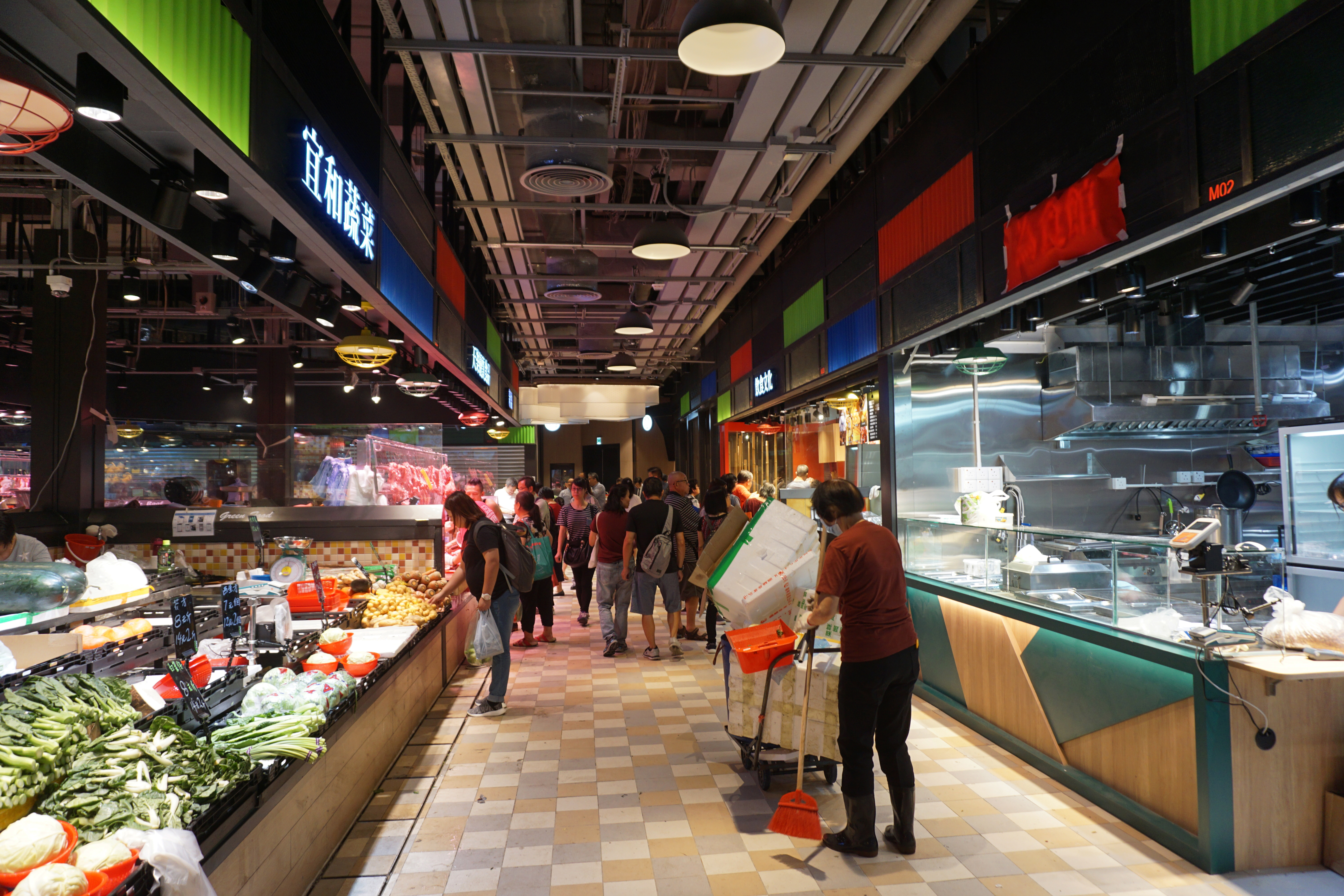
尚鮮市場菜檔、鮮肉檔及小食店

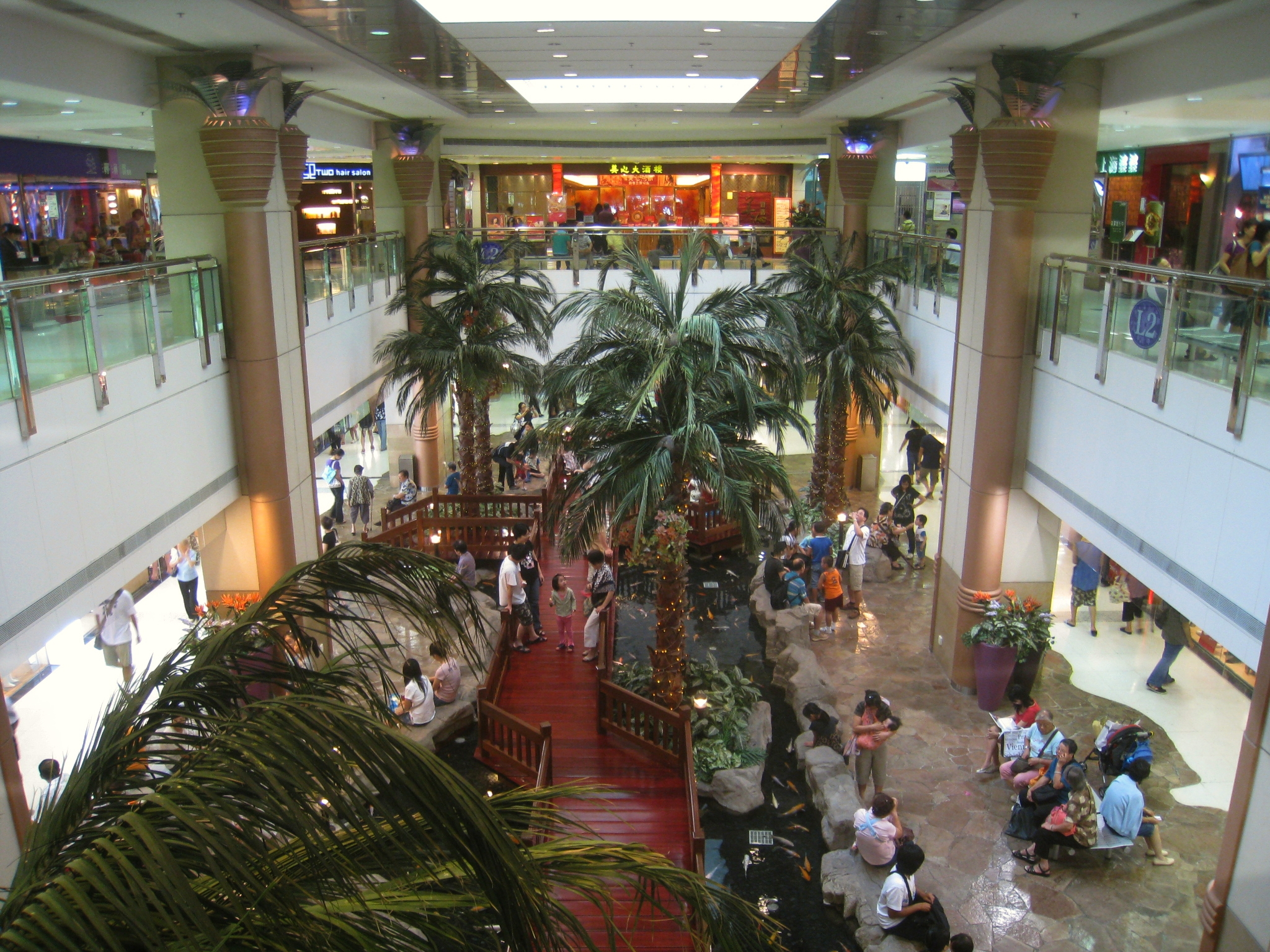
MCP CENTRAL翻新前設室內休憩園林，唯到2013年已被夷為平地

MCP CENTRAL（又稱：新都城中心二期，英文原稱：Metro City Plaza Phase 2）位於欣景路8號，於2000年4月落成，於2000年6月開幕，為面積最大的項目。MCP Central與港鐵寶琳站連成一體，樓高四層，面積達100萬方呎，店舖總數逾500間，以「寰宇旅遊」為主題，由RDG及RMJM等建築設計事務所設計，是將軍澳區內最大的商場，其中庭行人天橋、首間百佳購物廣場及首間華潤堂旗艦店為二期最大特色，當時最大商戶為千色百貨、百佳購物廣場及美心大酒樓。
主中庭設中央天幕廣場，寬敞開揚的中庭，配合壯觀宏偉的玻璃天幕，為各類型展覽及表演提供自然採光的完美場地，不同大小的活動──靈活多變的空間，全面迎合各種營商需要。常用作推廣活動和展覽用途，如簽唱會及劇集宣傳。其行人天橋設計，令遊人彷如置身紐約「布魯克林大橋」，商場外圍設五部觀光電梯，地下為戲院及六萬平方呎冷氣街市，並設有寶林公共運輸交匯處，亦附設2,200個車位停車場。地下高層以家電及超級市場為主，一樓由於有天橋接駁MCP One，故此租值最高，以時裝及精品店為主，平均呎租由38至90元不等；二樓則以家庭用品店及童裝店為主。
商場於2000年6月對外開放，到2001年3月31日才全面開幕。
2002年，二期商場開設85,000平方呎的千色百貨，佔地兩層。後來2013年下層被ZARA及H&M取代，因應兩大連鎖品牌開設，二期商場開始大翻新。2023年H&M結業後分拆為Uniqlo及玩具反斗城。2024年Zara結業。後來千色百貨上層兩度擴充分別取代實惠家居及玩具反斗城位置。
2002年，二期商場開設全港首創的百佳購物廣場「Megastore」，佔地達72,000平方呎，特色為設有多部電視，播放 M Channel 節目，類似百貨公司形式，為顧客提供現代化的一站式購物服務。除新鮮食品和糧油雜貨，購物廣場還供應各式各樣的日用品，包括床單、毛巾、廚房用具、玩具、時裝、最新的唱片、電影影碟、藥房及電器等，將同集團之公司屈臣氏及豐澤的產品帶入其中。2009年9月，翻新將軍澳新都城中心開設的購物廣場「Megastore」，分店面積縮小並分拆成多間細舖及增加一條商場通道無需進入百佳往商場上層，並改回超級廣場及增設首間美食廣場於店內引入台灣和中國大陸不同地方之美食。2014年8月，首間滋味佳分店開業，售賣日韓零食，其後2018年拆除滋味佳及美食廣場再縮細至34,000平方呎後分拆成多間細舖及增加一條商場通道無需進入百佳往商場下層。2021年，百佳超級廣場結業。同年11月開設UNY生活創庫超級市場。
2002年，二期商場開設美心大酒樓。後來2012年結業後分拆為海王海港及實惠家居。後來2023年實惠家居結業後再分拆為24/7 Fitness等商戶
早期租戶包括Giordano、FX Creations、XDF Fashion、Baleno、Heib、XSFashion、優之良品、數碼通、和記電訊﹑中原電器、奇華餅家、中華書局、領先電器及摩登便所等本地連銷式商店。食肆主要為香辣屋、大家樂及太興燒味餐廳等。除大家樂和太興等外，其他餐廳皆已結業。玩具反斗城原本打算租用場內約7000方呎（實用面積）商舖，不過最終放棄。其後業主再將該舖招租，並即時有多個租戶洽租，當中有個別是經營兒童娛樂行業。至於該商場餘下未租出的商舖暫設大型跳蚤市集，將再重新分開為細舖招租，Giordano已於2025年7月重新開業。
2023年起，二期全數美式連鎖時裝店結業離場，包括H&M、Bershka、Pull & Bear、ZARA等，相反二期多間內地品牌連鎖店開業如瑞幸咖啡、好特賣 HotMaxx等。
現時租戶包括千色百貨、UNY生活創庫、豐澤電器、中原電器、奇華餅家、中華書局、MCL 將軍澳戲院、實惠（已結業）、H&M（已結業）、ZARA、Bershka（已結業）、Pull & Bear（已結業）等本地連鎖式商店。食肆主要為Pizza Hut、沙嗲王、KFC、麥當勞、越棧（已結業）、Ca-Tu-Ya、Starbucks（已結業）、海王漁港、魚米家（已結業）、牛摩、上海婆婆（已結業）、稻香（現為稻香茶居）及多間食肆等。

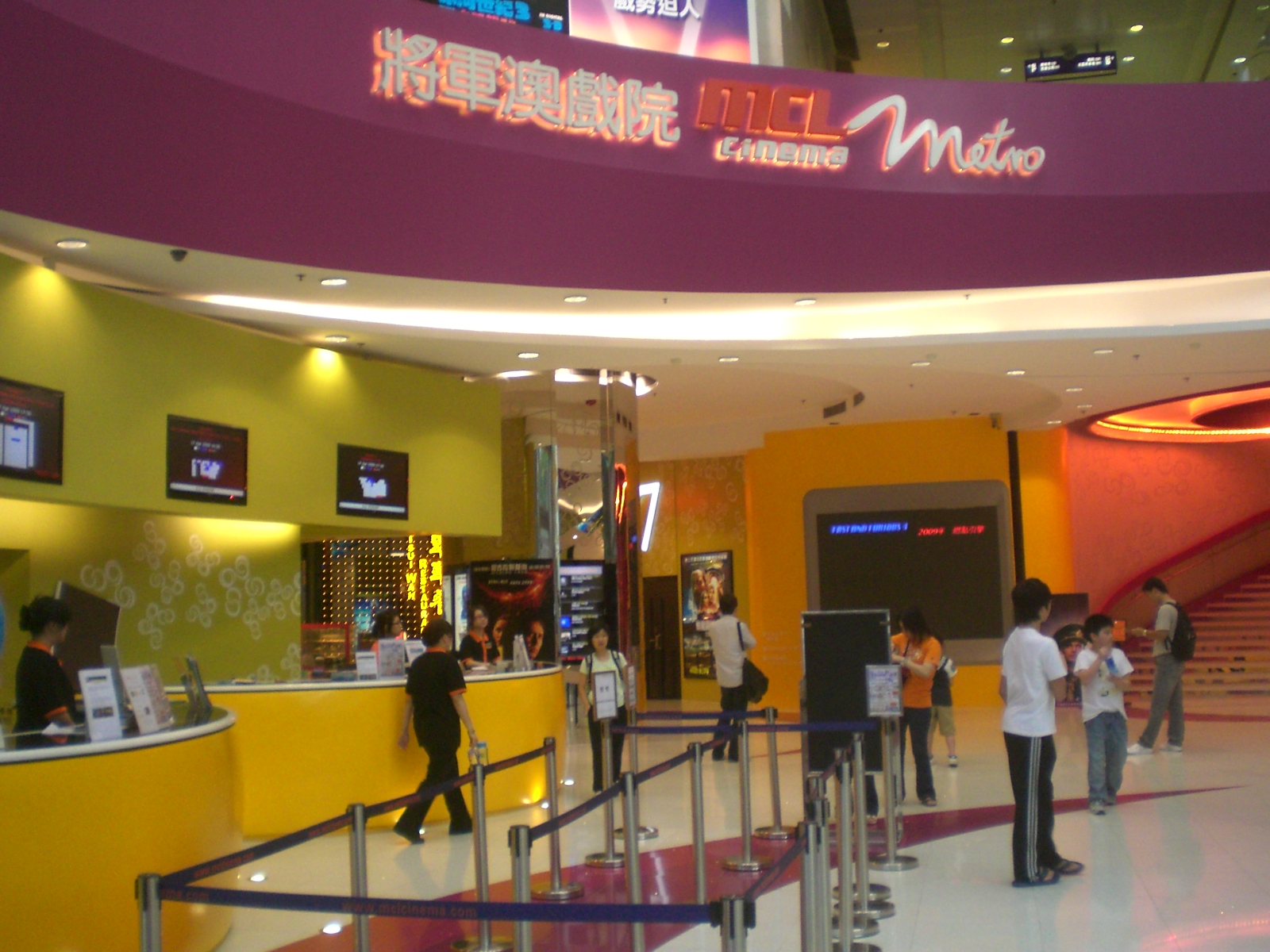
翻新前的MCL將軍澳戲院
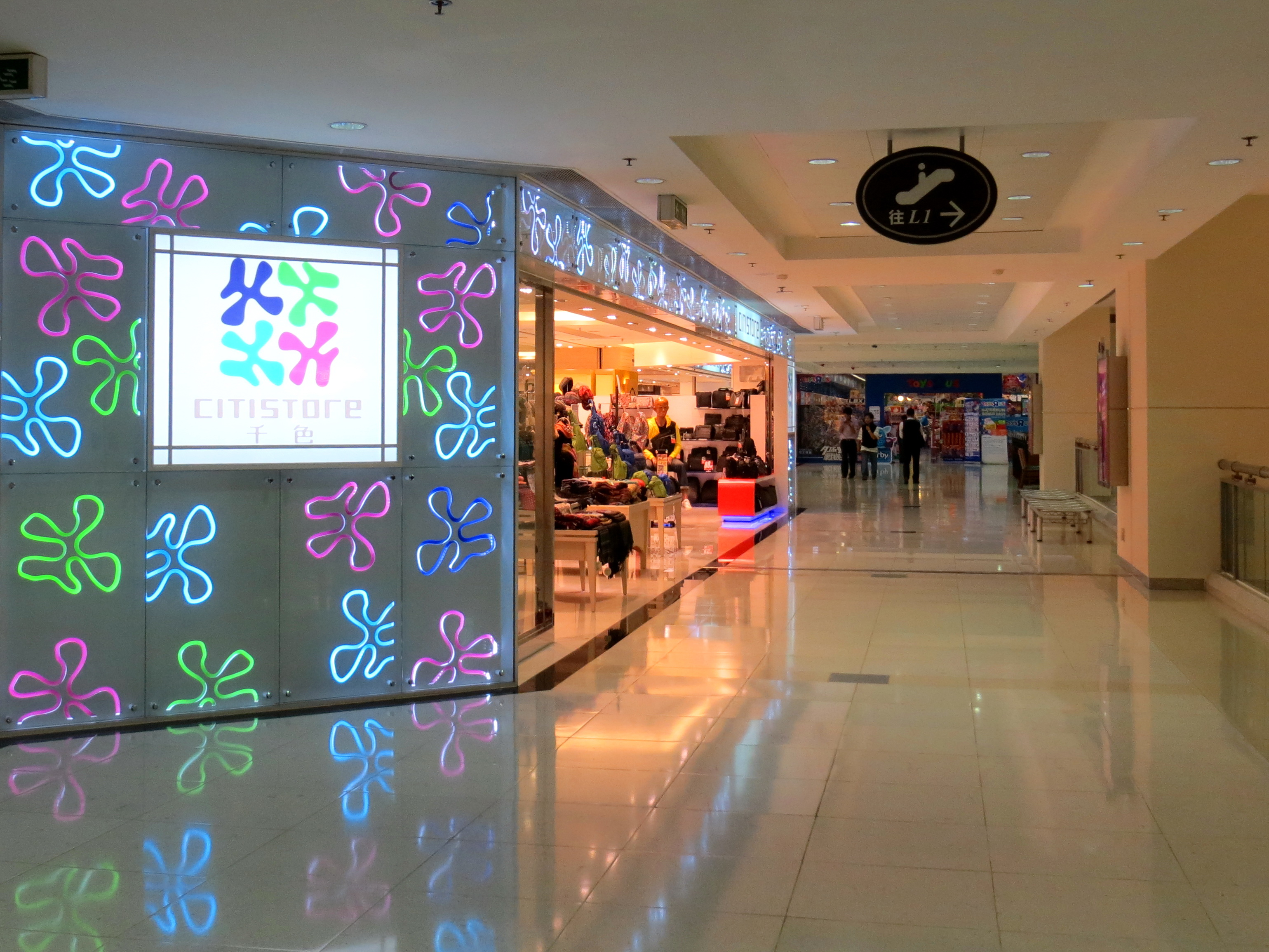
翻新前的千色Citistore將軍澳店
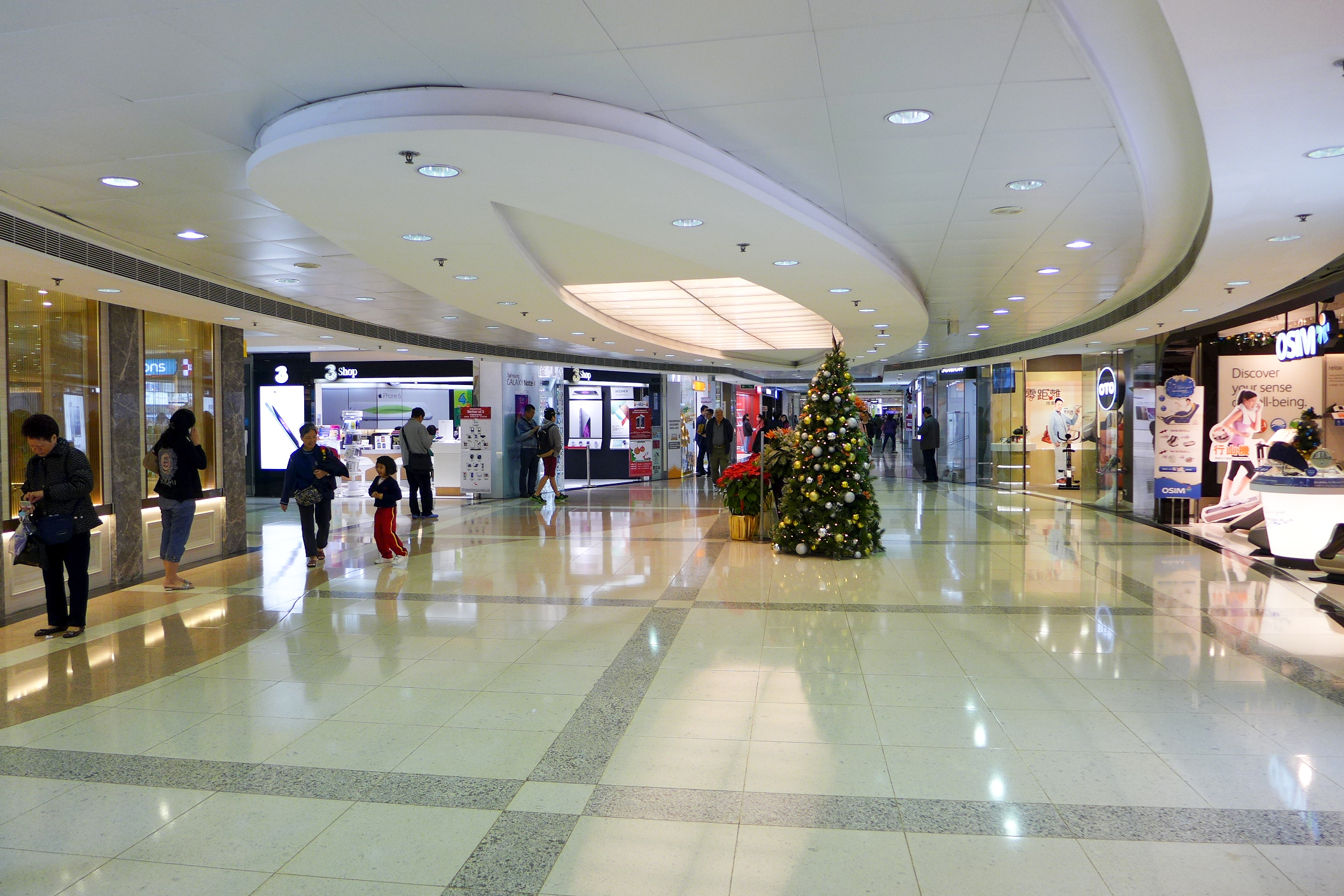
UG層商店
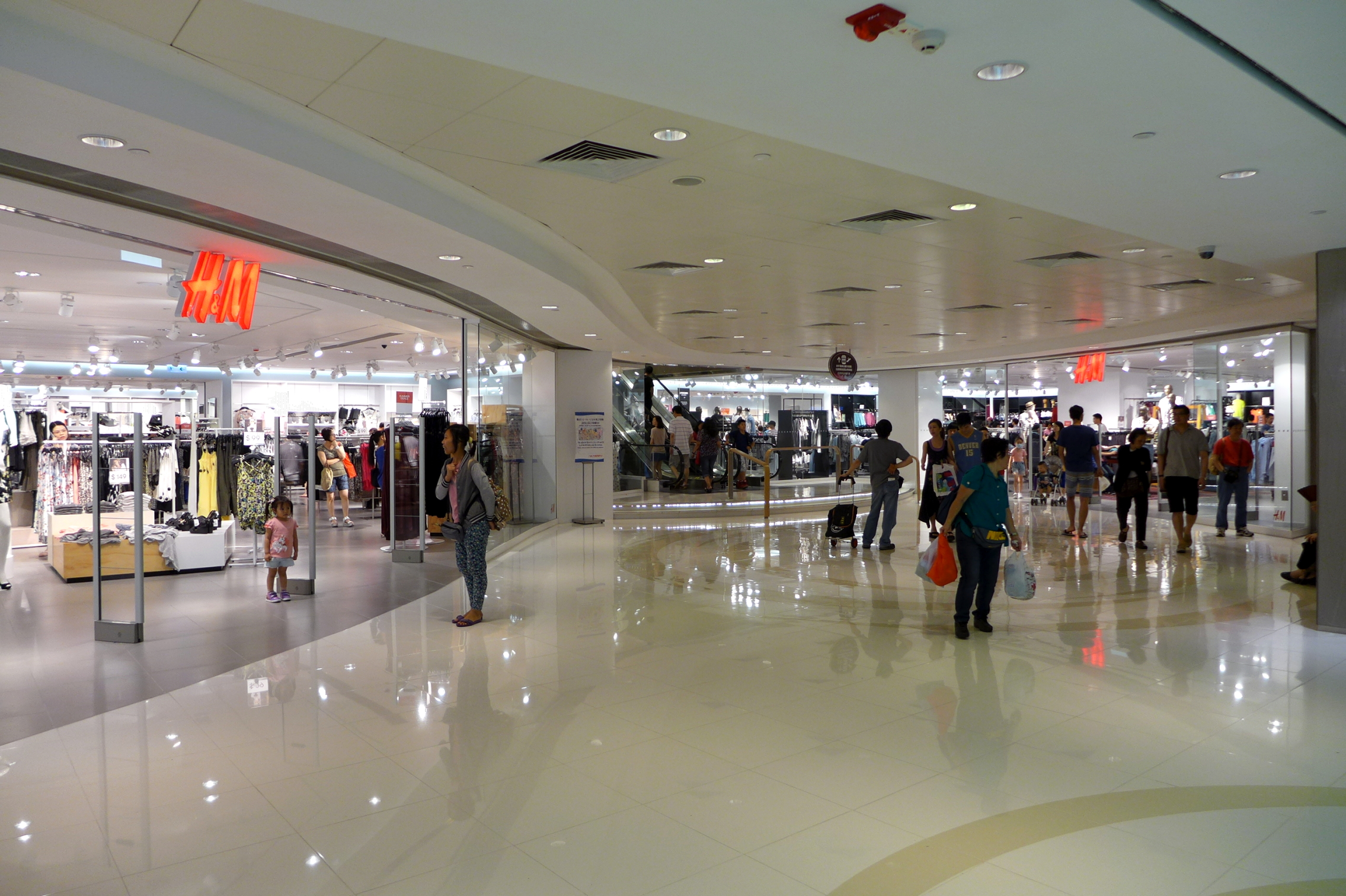
H&M（已結業）
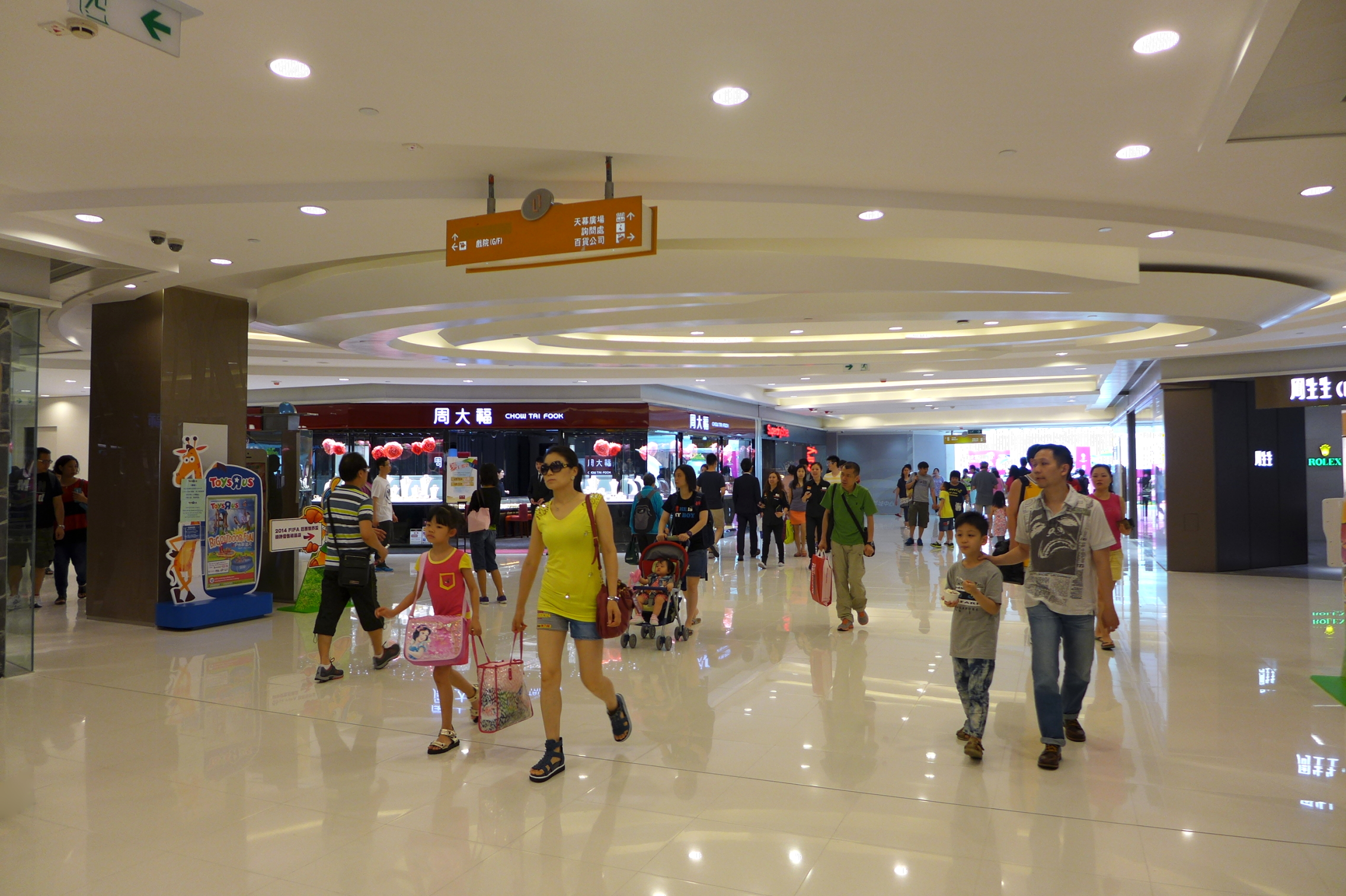
1樓商店

### 翻新
因應兩大連鎖品牌ZARA及H&M開業，MCP CENTRAL在2013年起進行翻新，翻新前設三個休憩園林「熱帶雨林」、「赤熱風情」及「雪嶺樂園」主題區域，為顧客帶來不同寰宇風情，錦鯉魚池現時已被夷為平地，翻新工程後商場統一以白色為主色。

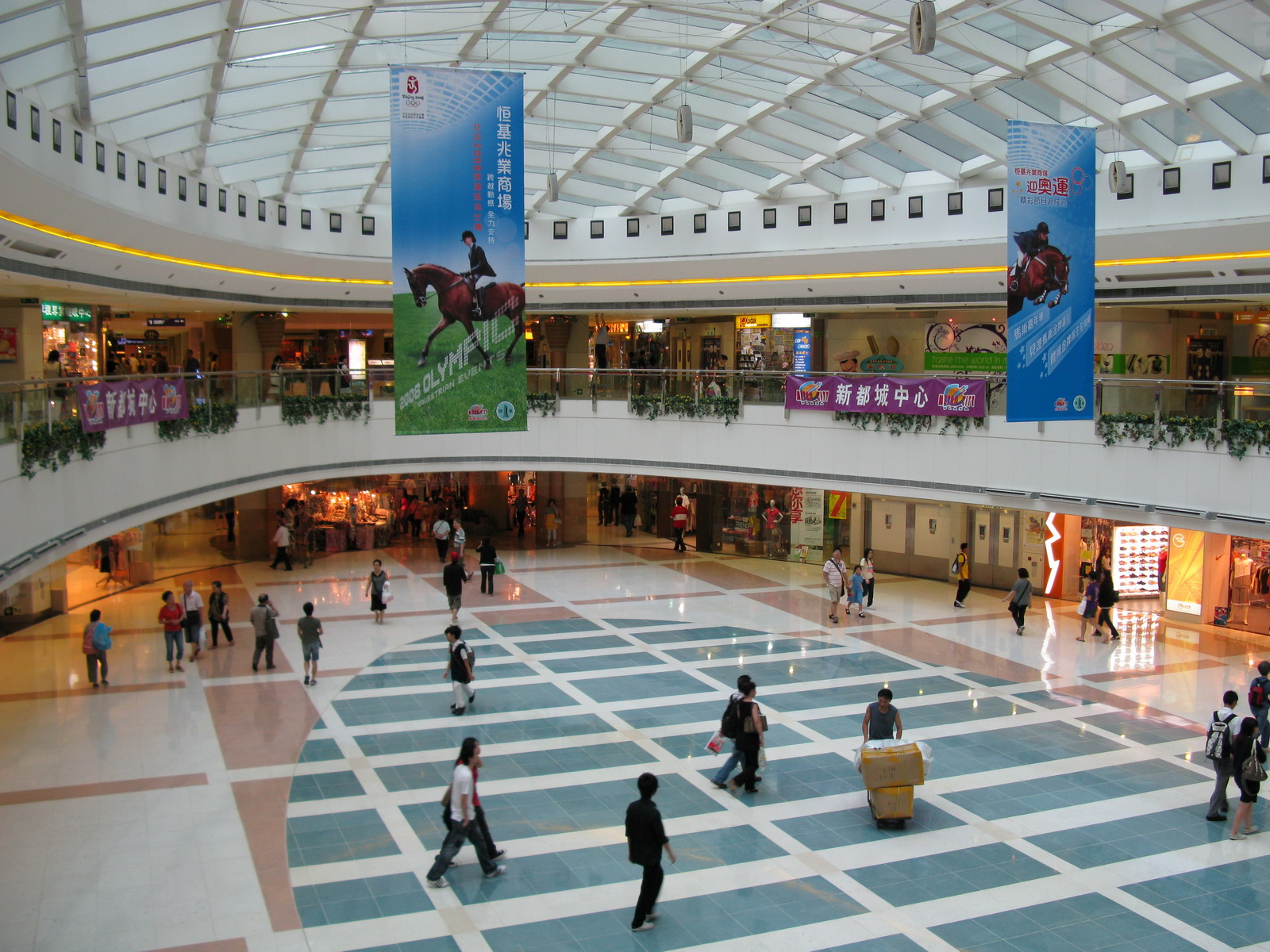
翻新前的中央天幕廣場
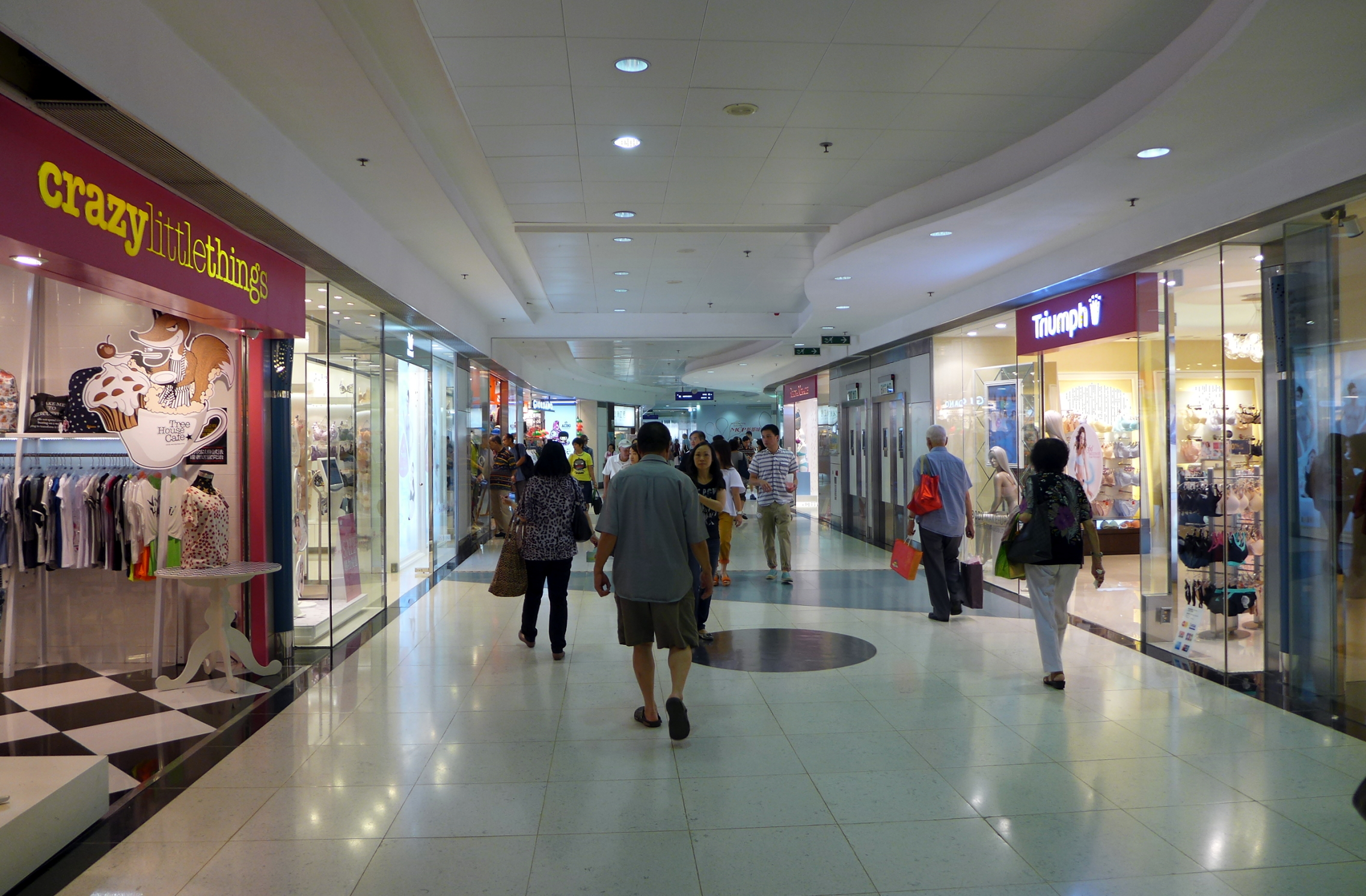
尚未進行翻新的通道
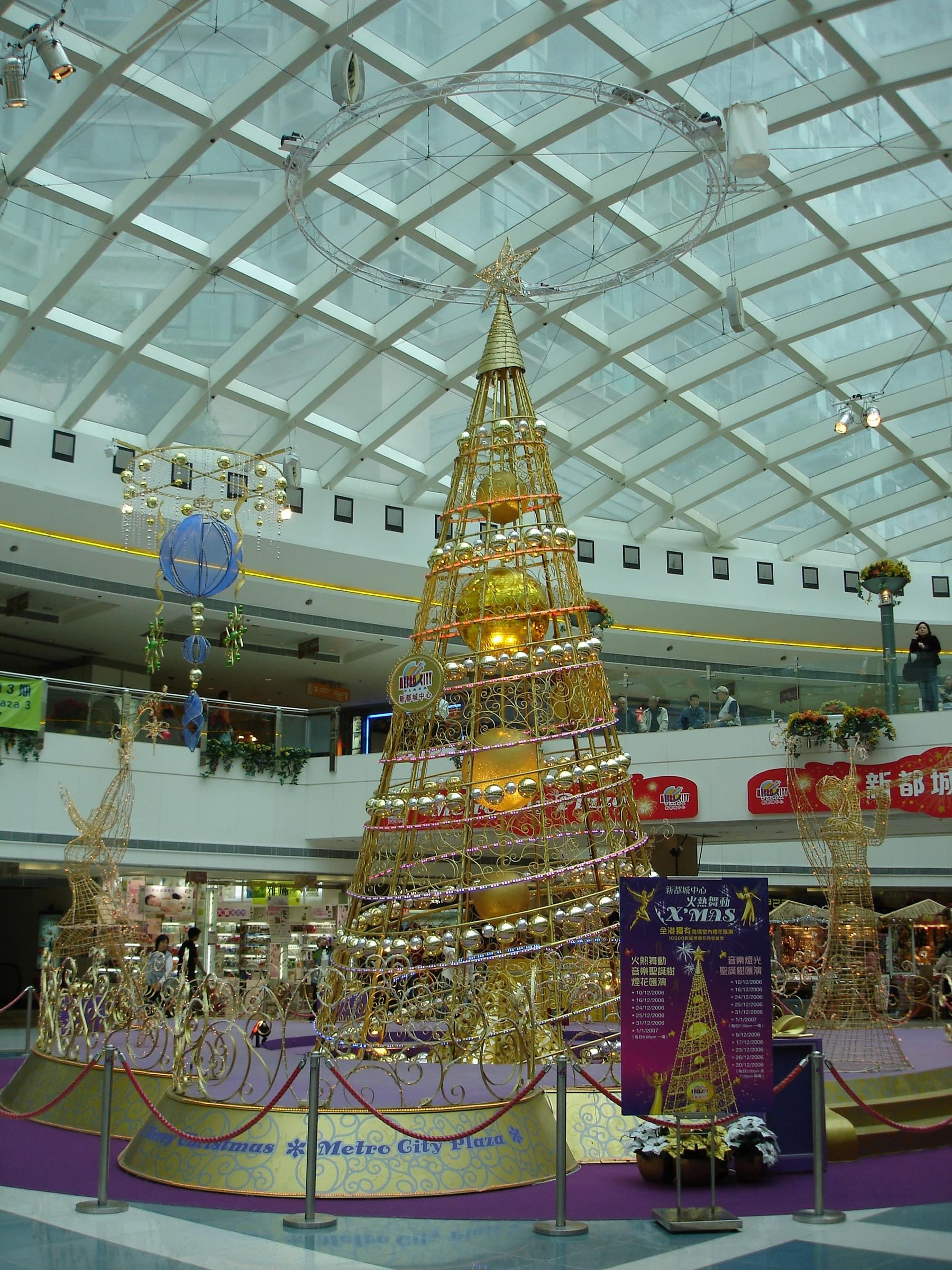
換上聖誕節裝飾的MCP CENTRAL 中庭
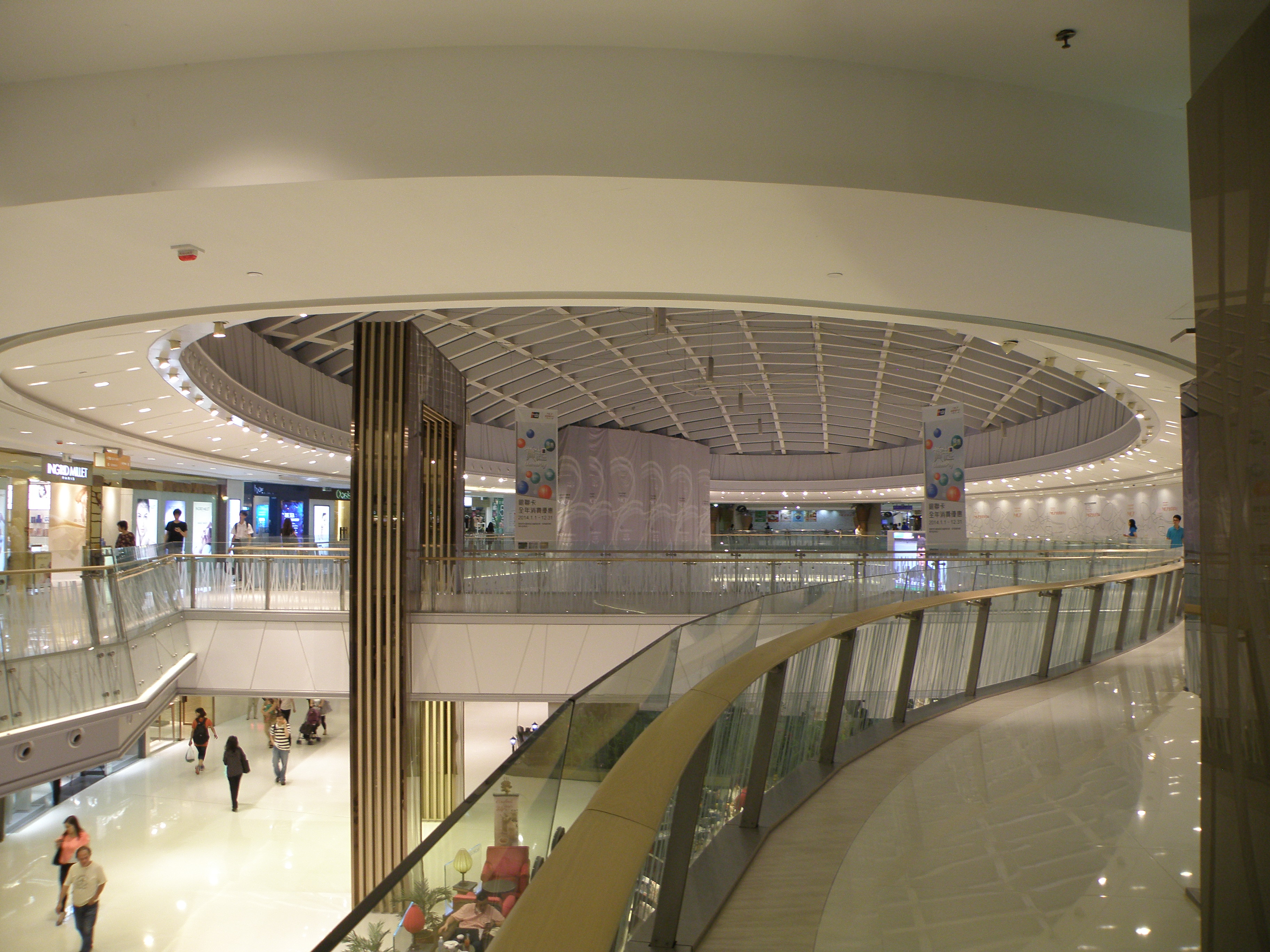
翻新中的MCP CENTRAL（2014年9月）
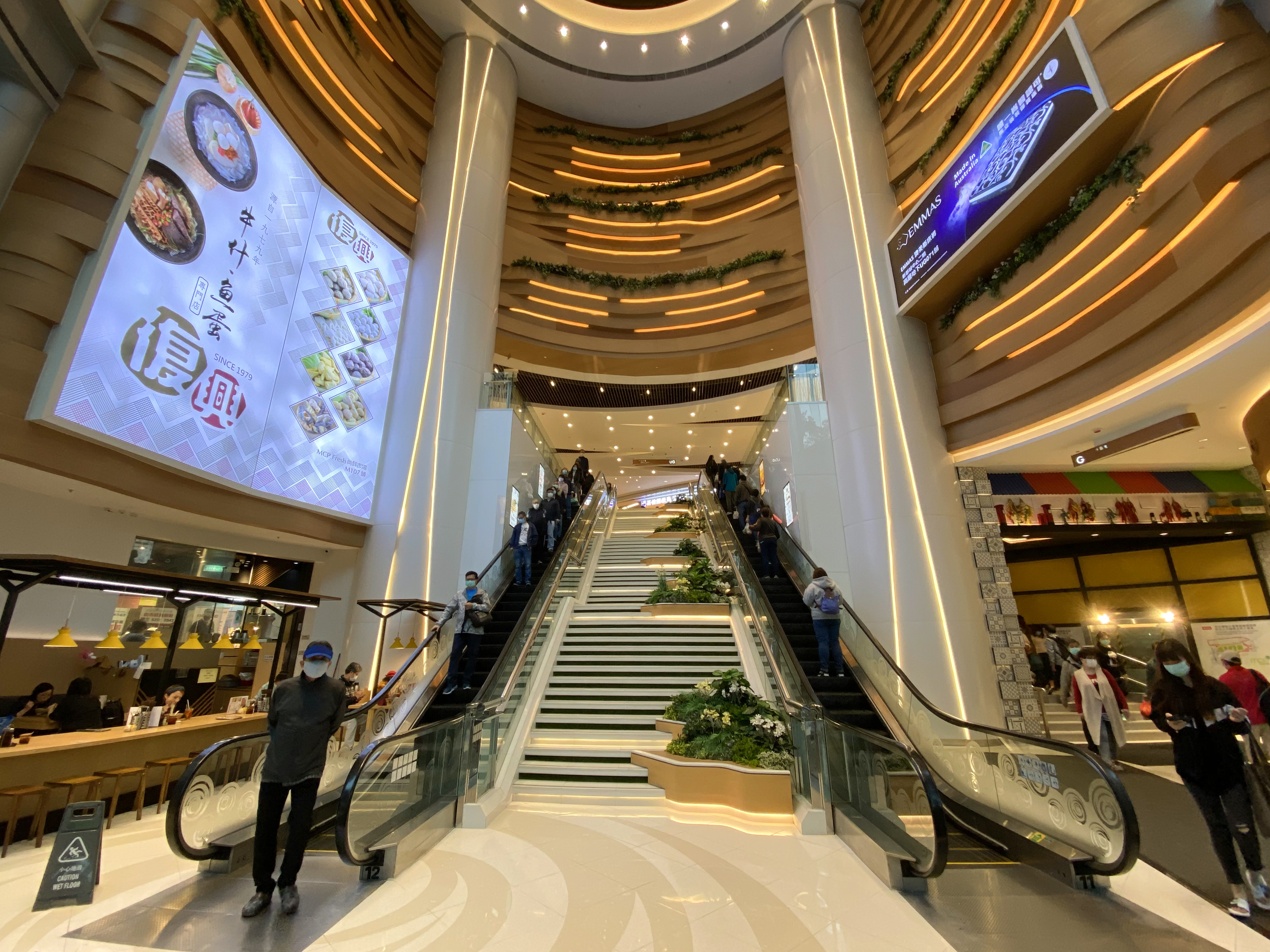
翻新後的入口中庭（2020年2月）
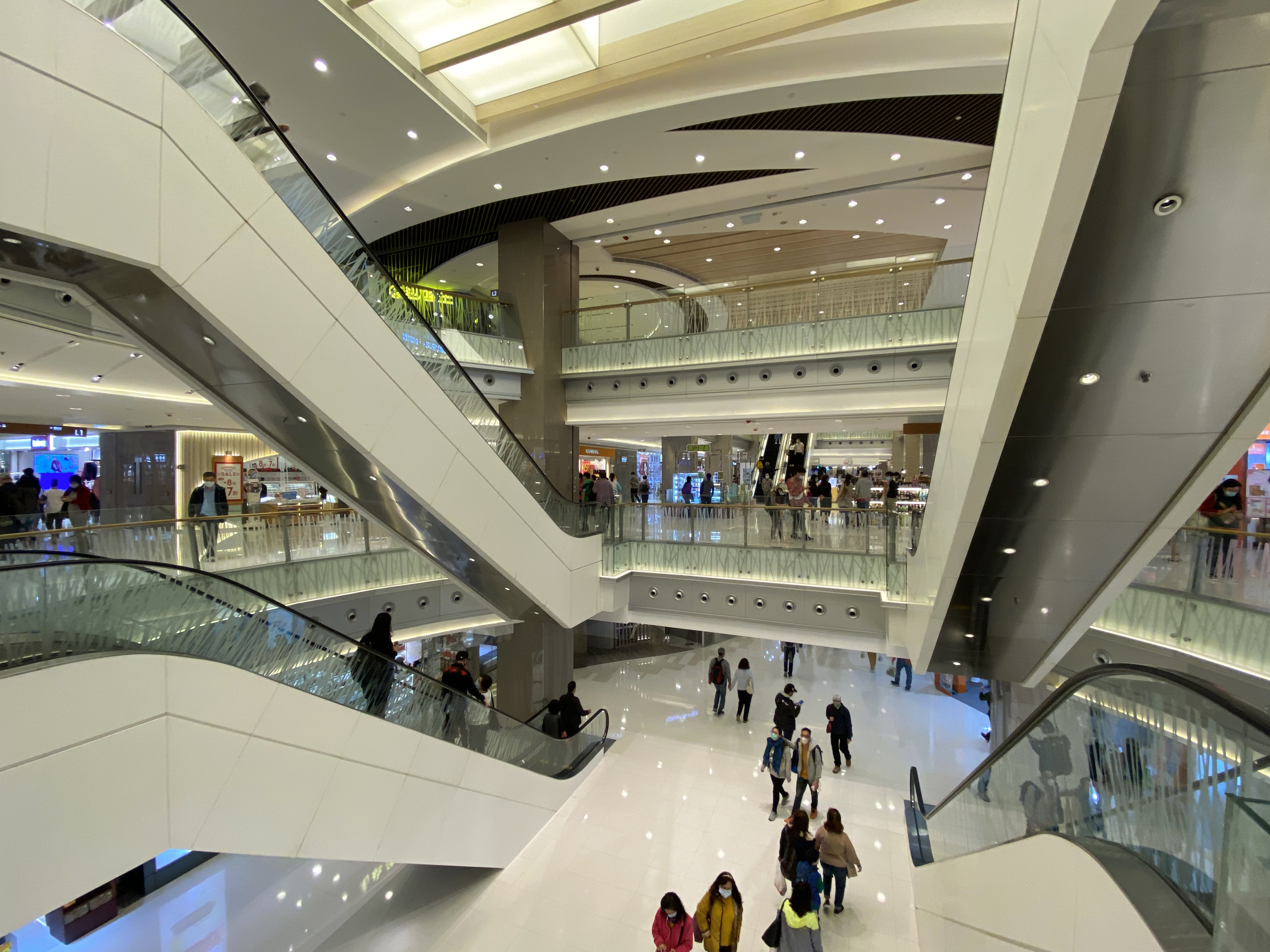
翻新後的扶手電梯中庭（2020年2月）

### 街市
新都城中心街市於2018年3月1日起關閉進行翻新，原預計裝修4個月，最終延至9月30日重開，易名「MCP Fresh 尚鮮市場」。場內設計簡約，較舊街市更寬敞光猛。

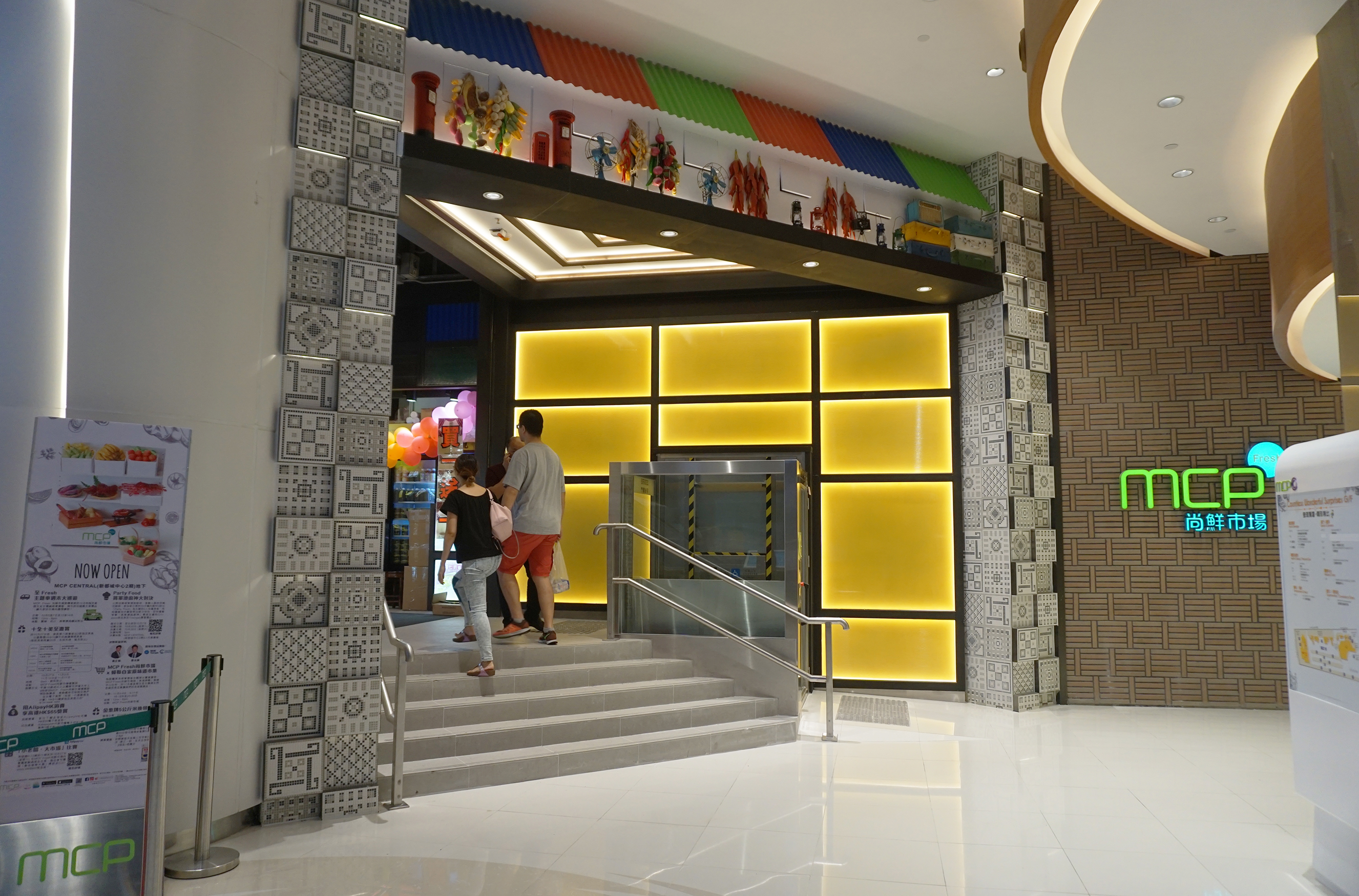
入口
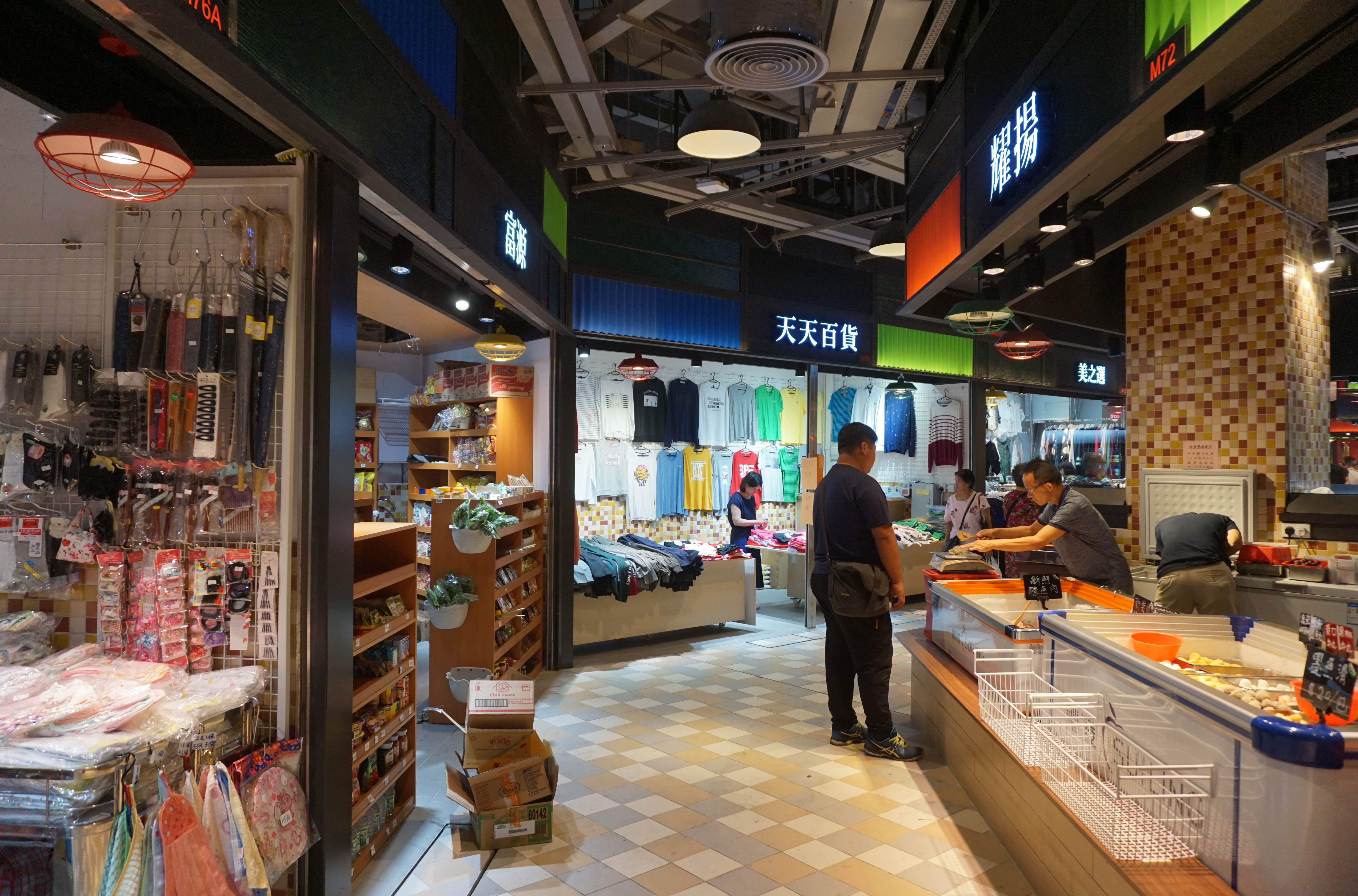
家品、雜貨、服裝及凍肉店
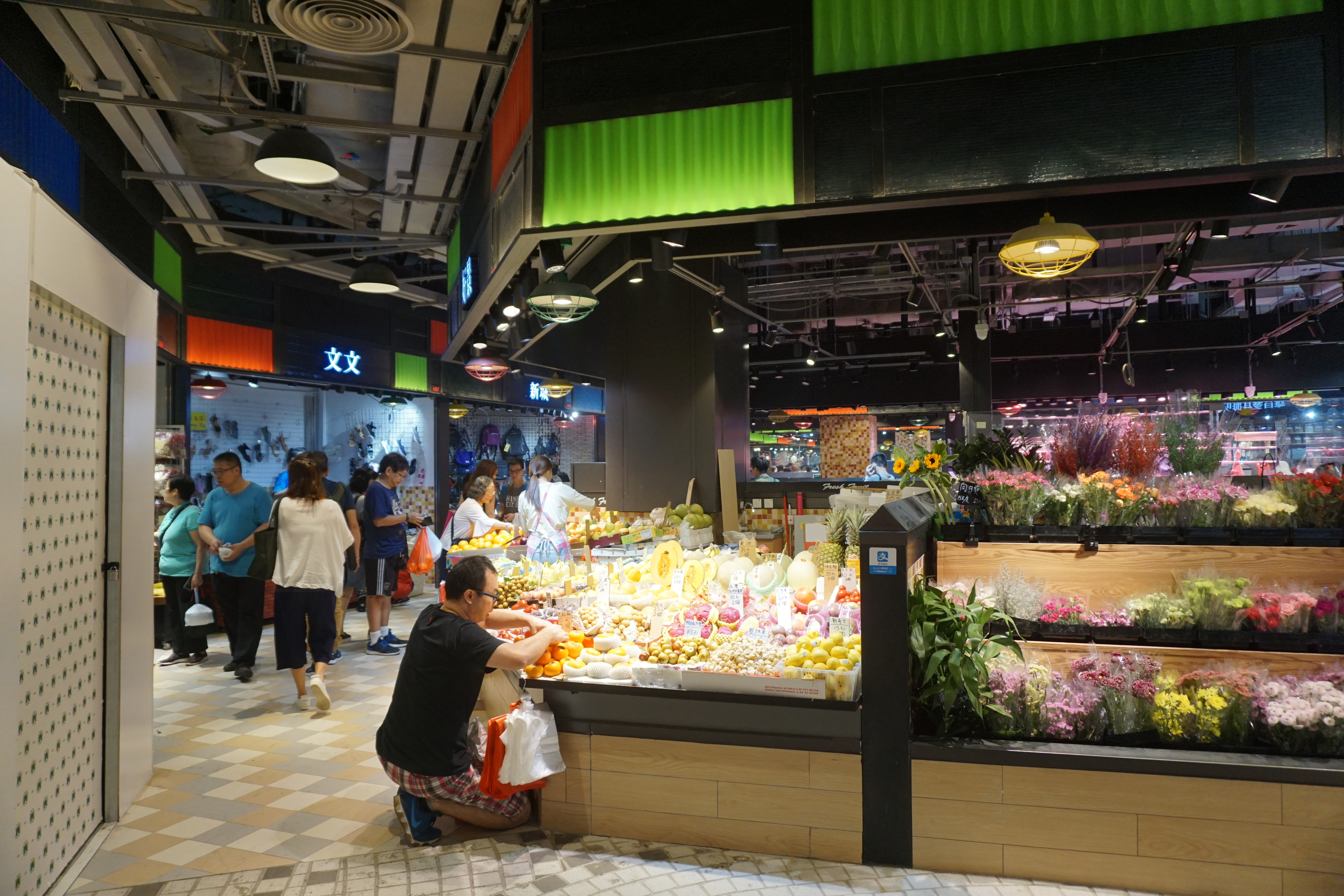
鞋類、背包、水果及花店
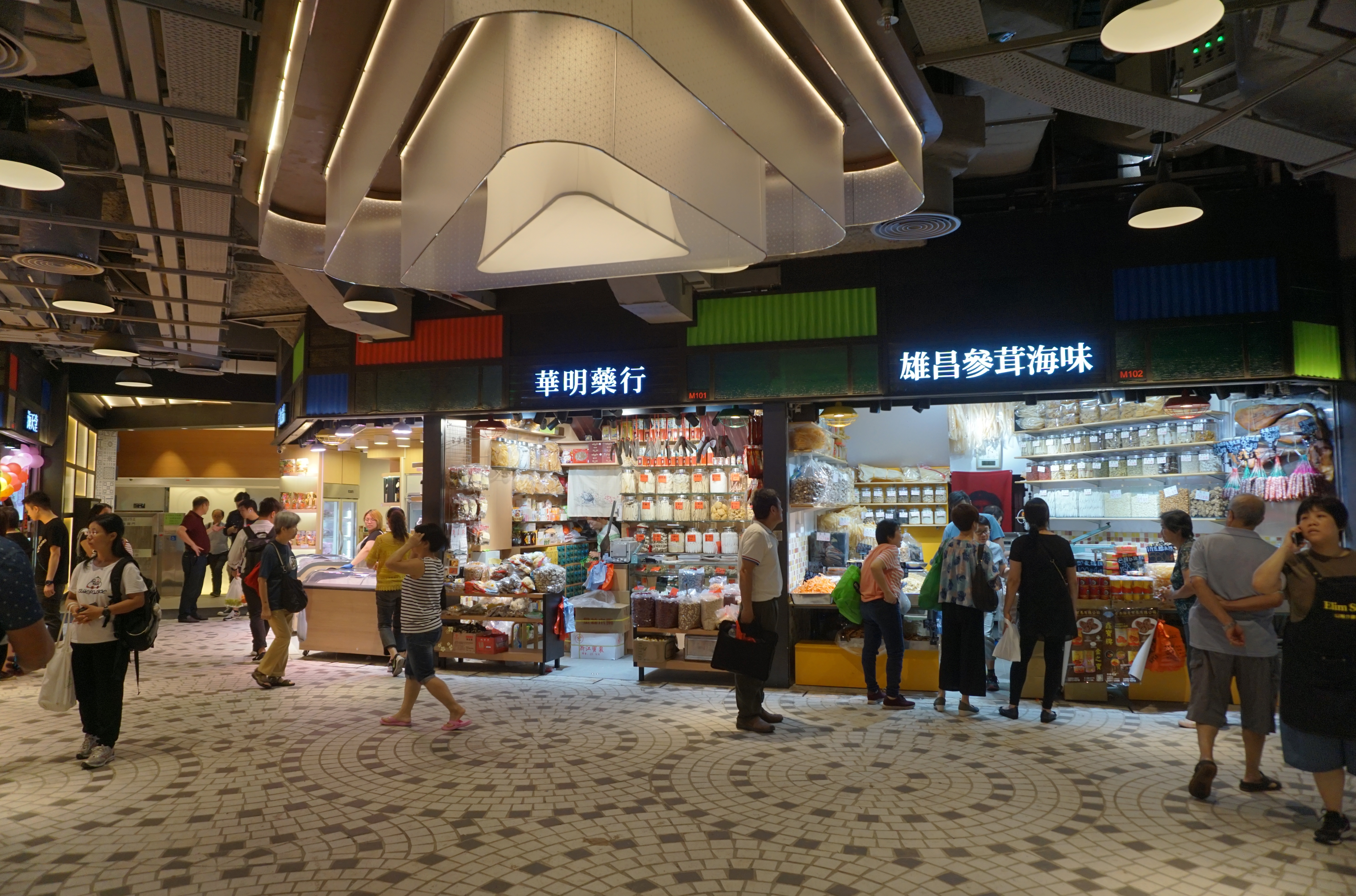
藥房及參茸海味店
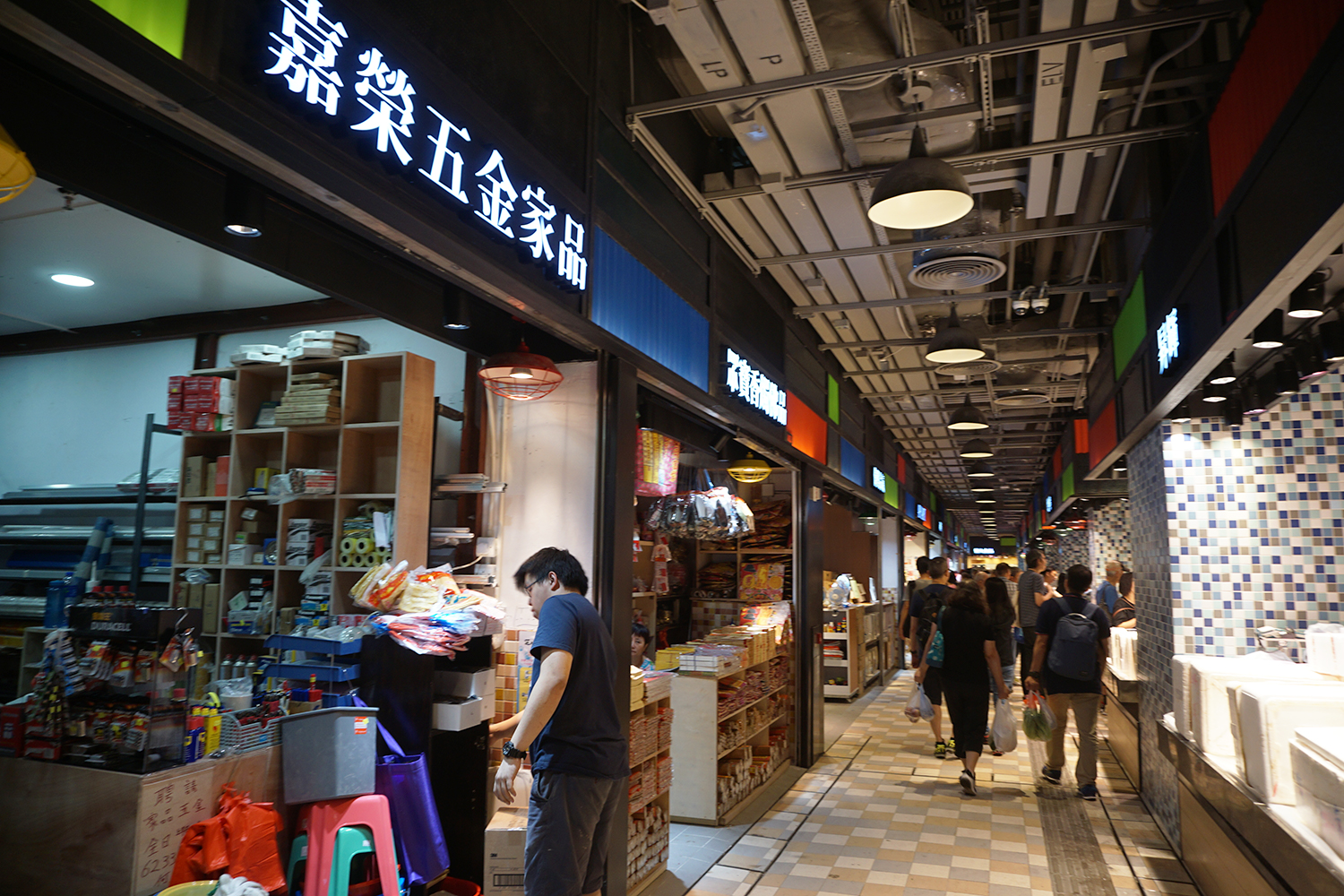
五金及香燭祭品店
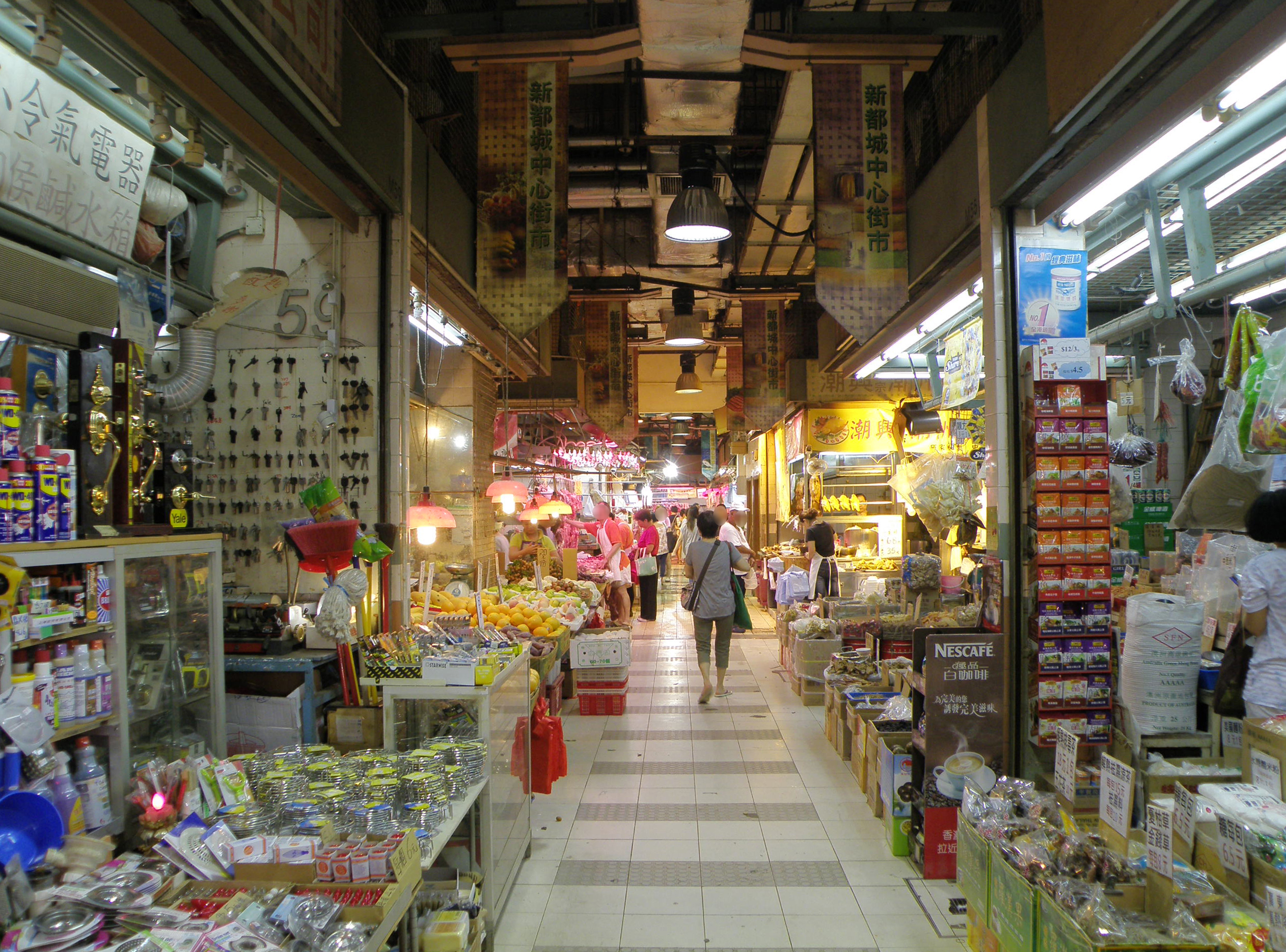
翻新前的新都城中心街市

## MCP DISCOVERY（新都城中心三期）

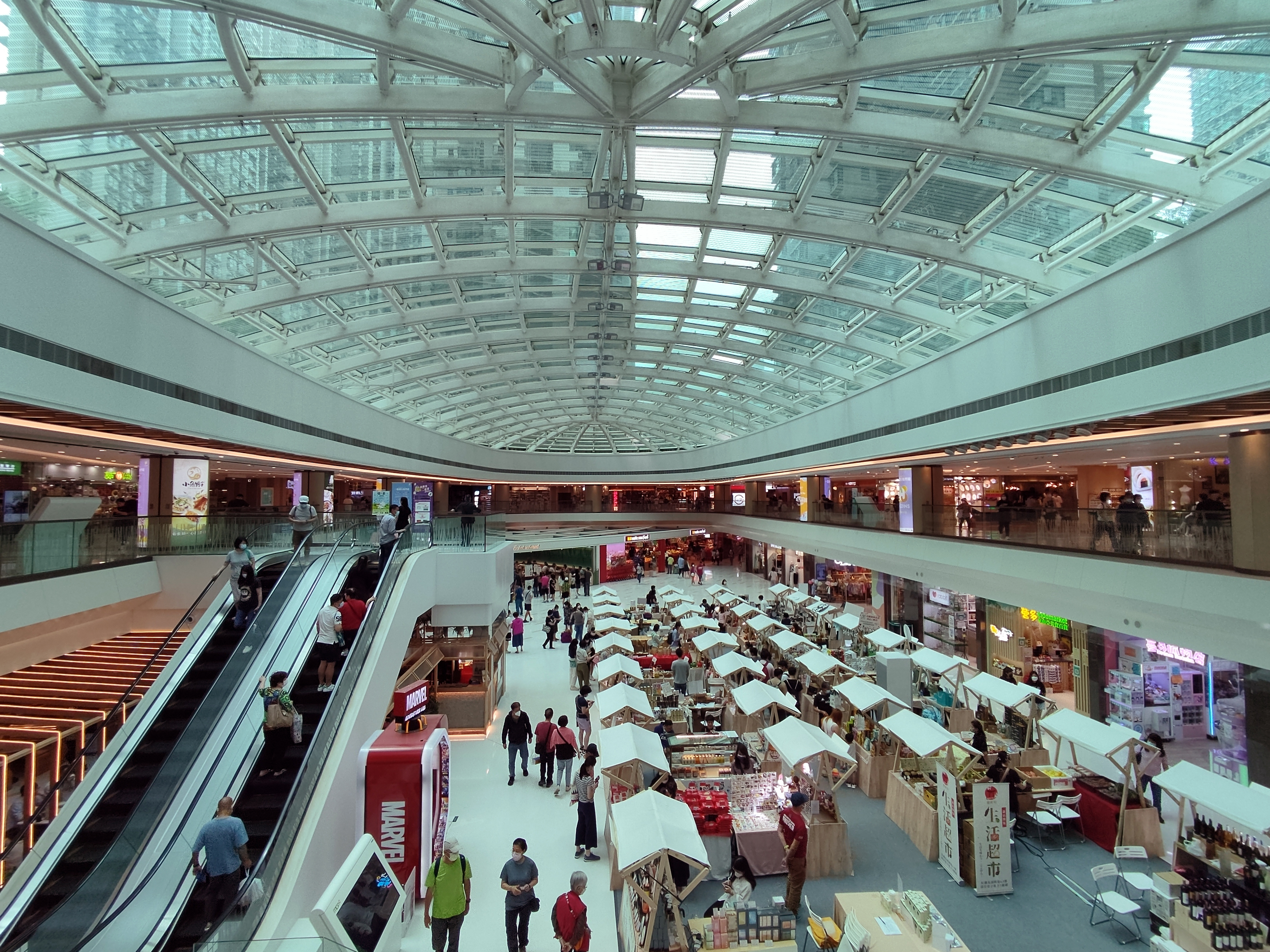
翻新後的中庭（2022年5月）

MCP DISCOVERY（又稱：新都城中心三期，英文原稱：Metro City Plaza Phase 3）位於貿業路8號，於1999年11月落成，於2000年5月開幕，商場樓高三層，總面積達280,000平方呎，當時最大商戶為部份無天花設計的惠康超級廣場。

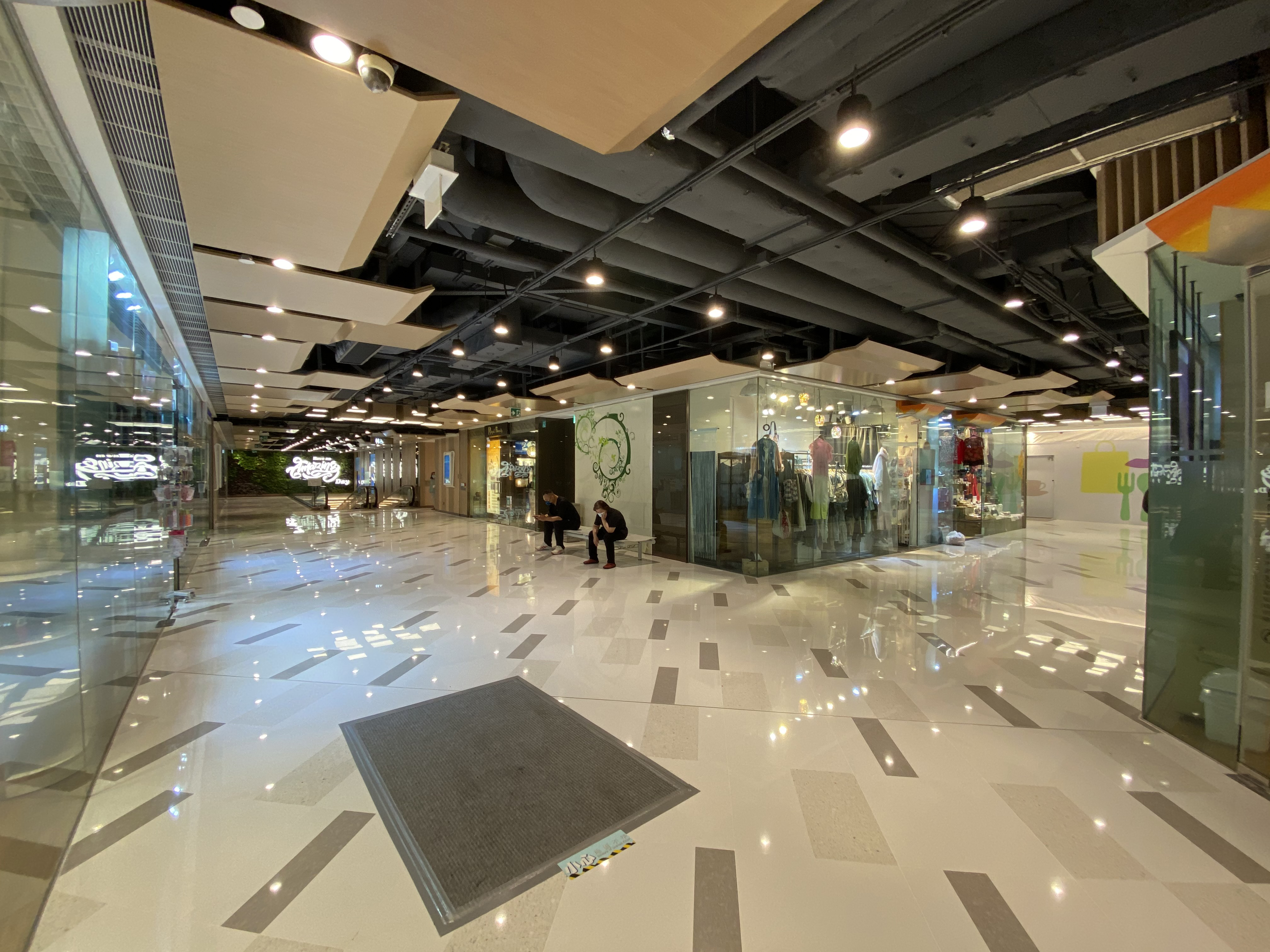
翻新後的1樓（2021年）
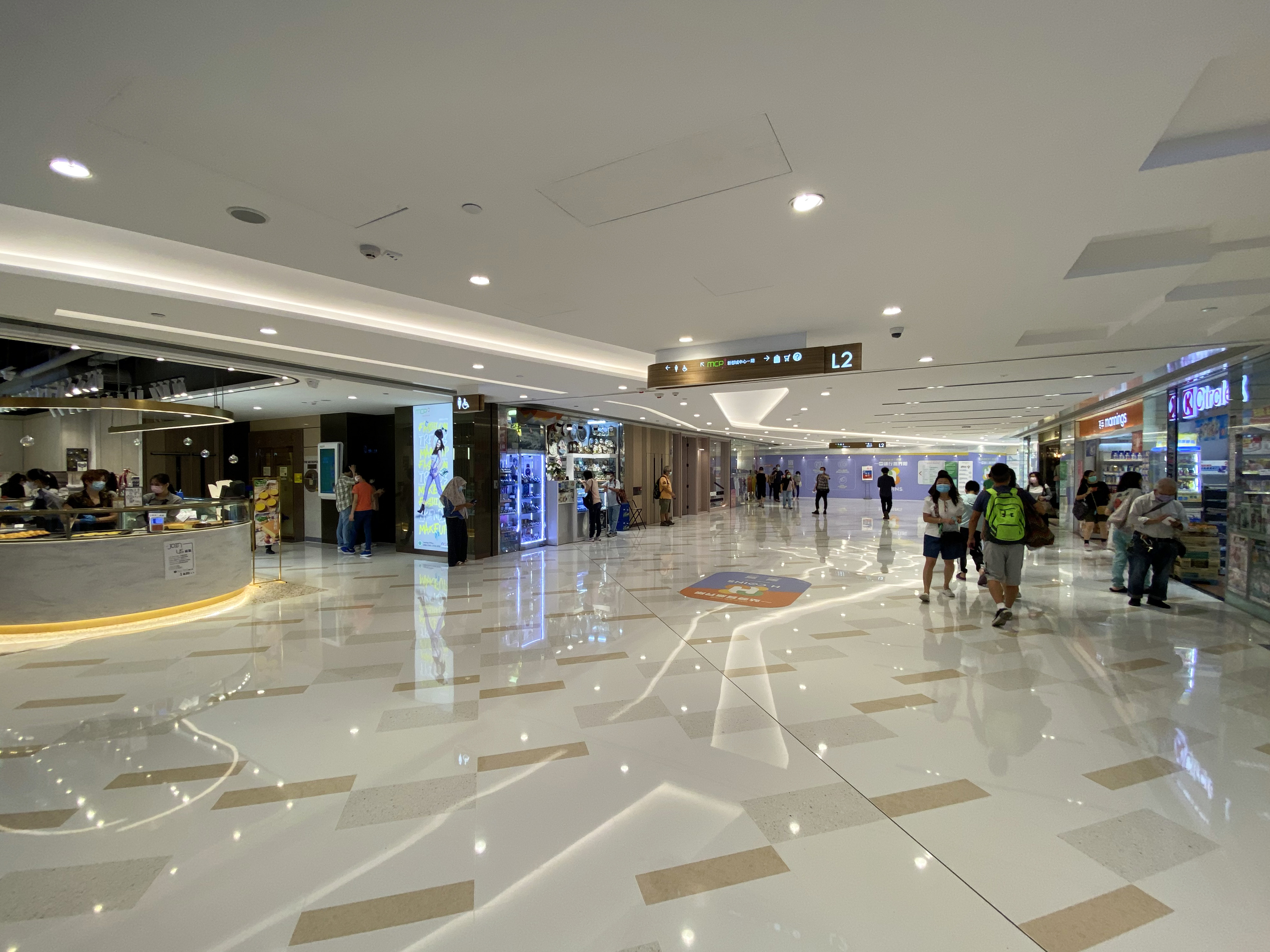
翻新後的2樓（2021年）
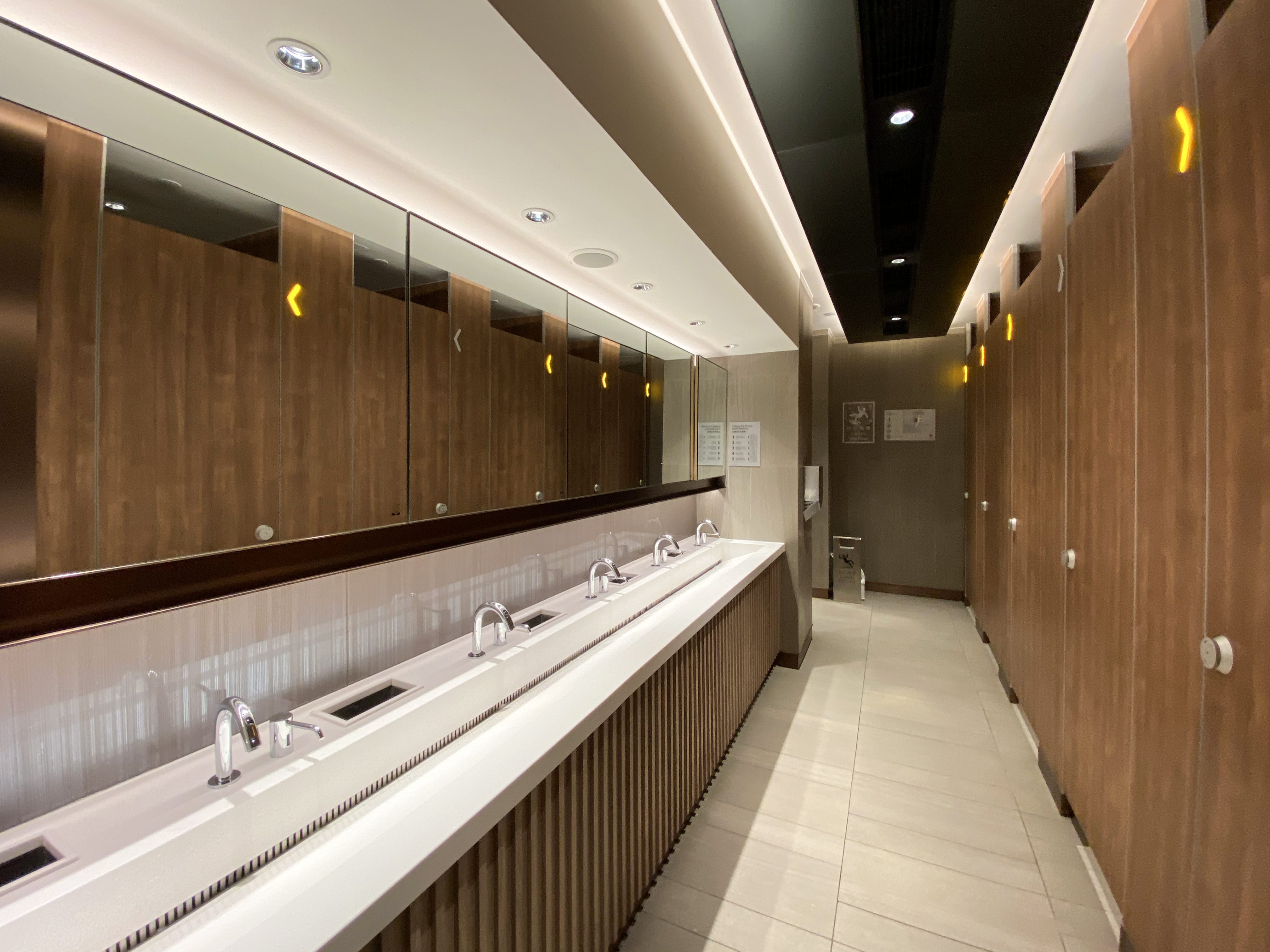
翻新後的洗手間（2021年）

商場與MCP CENTRAL一樣，由RDG及RMJM等建築設計事務所設計，以「寰宇旅遊」為設計主題。早年租戶包括佔地一萬六千方呎樓面的新雅海鮮酒家、新彩火鍋海鮮酒家、漢福海鮮酒家、金滿湖酒家、上海真美豆漿大王、三潤麵皇、名將小食坊、上海商業銀行、Beauty House、日之城、傢居坊、農場餐廳、創意居、屈臣氏、軒琴居和新粥麵皇等。
其中家樂福超級市場原打算租用地下十六萬方呎樓面，唯最終放棄開店，原址部分樓面騰空而重新招租，2001年前為無天花板設計的大型跳蚤市集，但地面未有鋪上地板，近乎零裝修影響整體商場觀感。於2001年3月改為「新都城家居天地」，匯聚了逾四十餘間家居設計、傢俬、家居用品商舖。租戶包括「軒琴居」、「名仕傢具行」﹑「金帝傢俬公司」等傢私店外，還有燈飾、窗飾、床上用品、鐵閘、廚櫃設計等，如「新格傢俬燈飾」、「傢居坊」、「夢軒床上用品」、「永明鋼鐵閘中心」、「廚樂寶」等。但不久三期開設首間部份無天花設計的惠康超級廣場，再邀得鄭裕玲在該分店拍攝電視廣告。2019年商場翻新，惠康超級廣場暫遷往鄰近舖位，並於2022年1月21日搬回原位改為惠康鮮級市場，雖保留部份無天花設計但面積縮小。

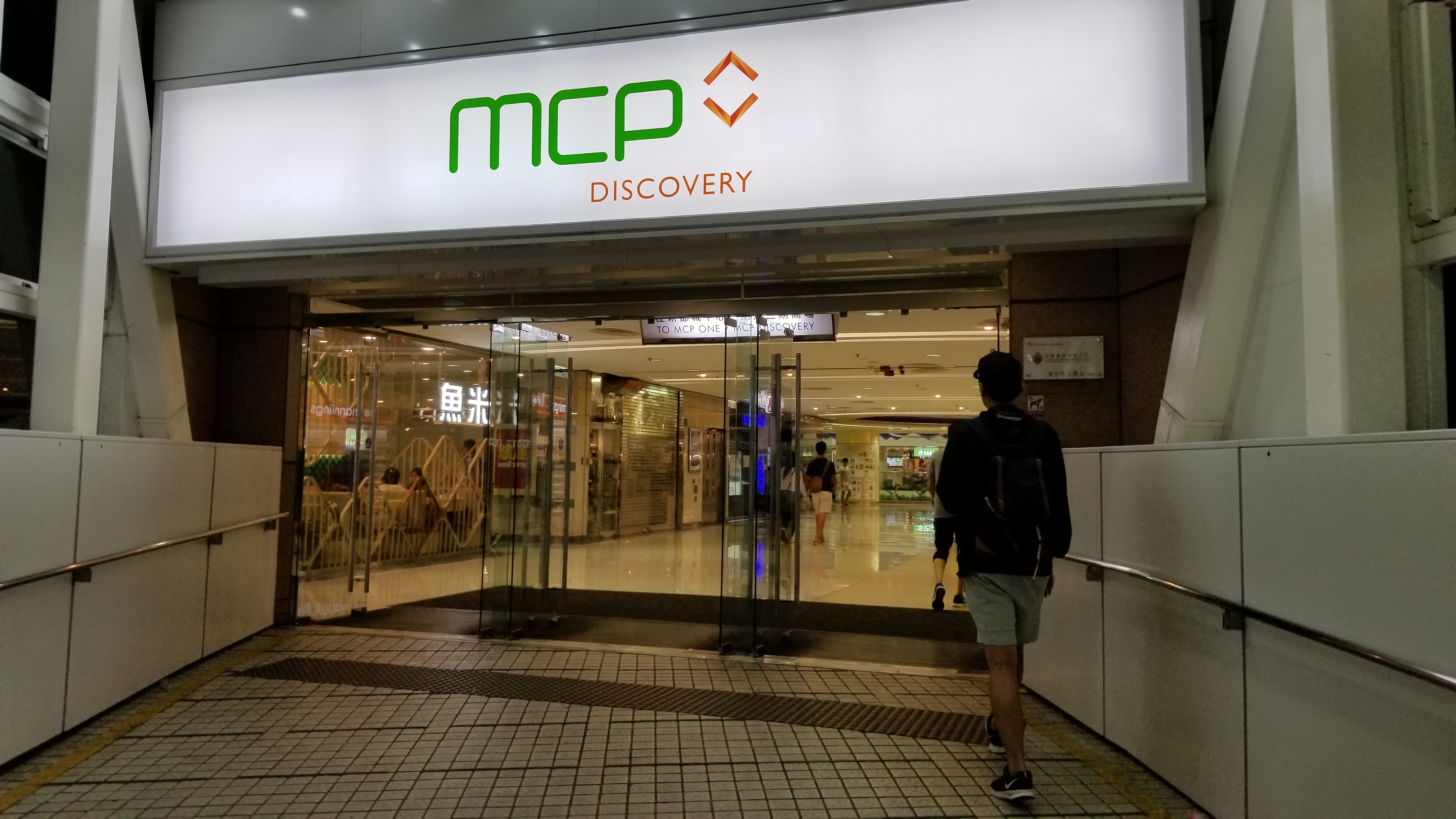
於寶琳港鐵站內的MCP DISCOVERY入口
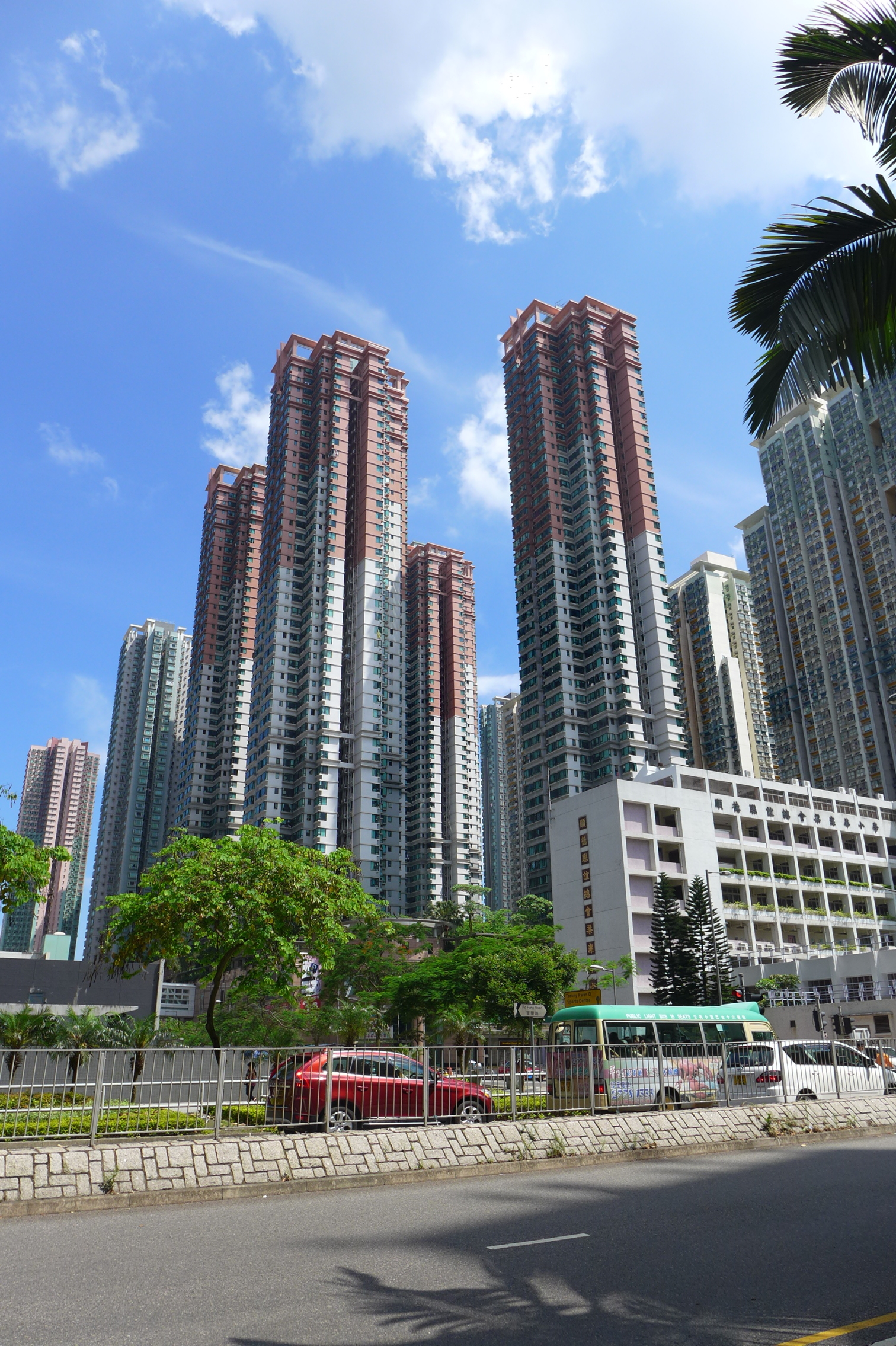
MCP DISCOVERY上蓋物業都會豪庭
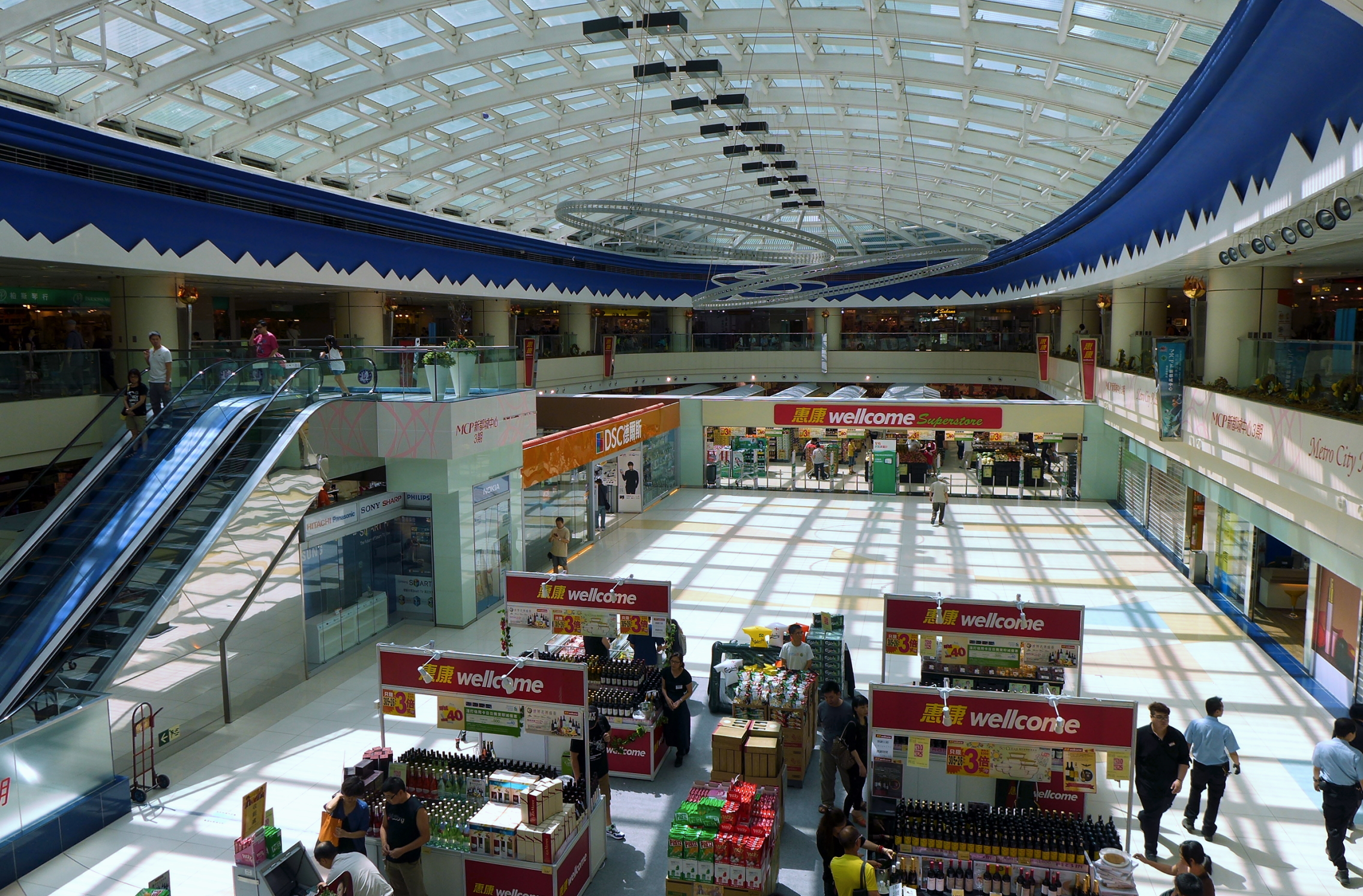
翻新前MCP DISCOVERY中庭（2014年）
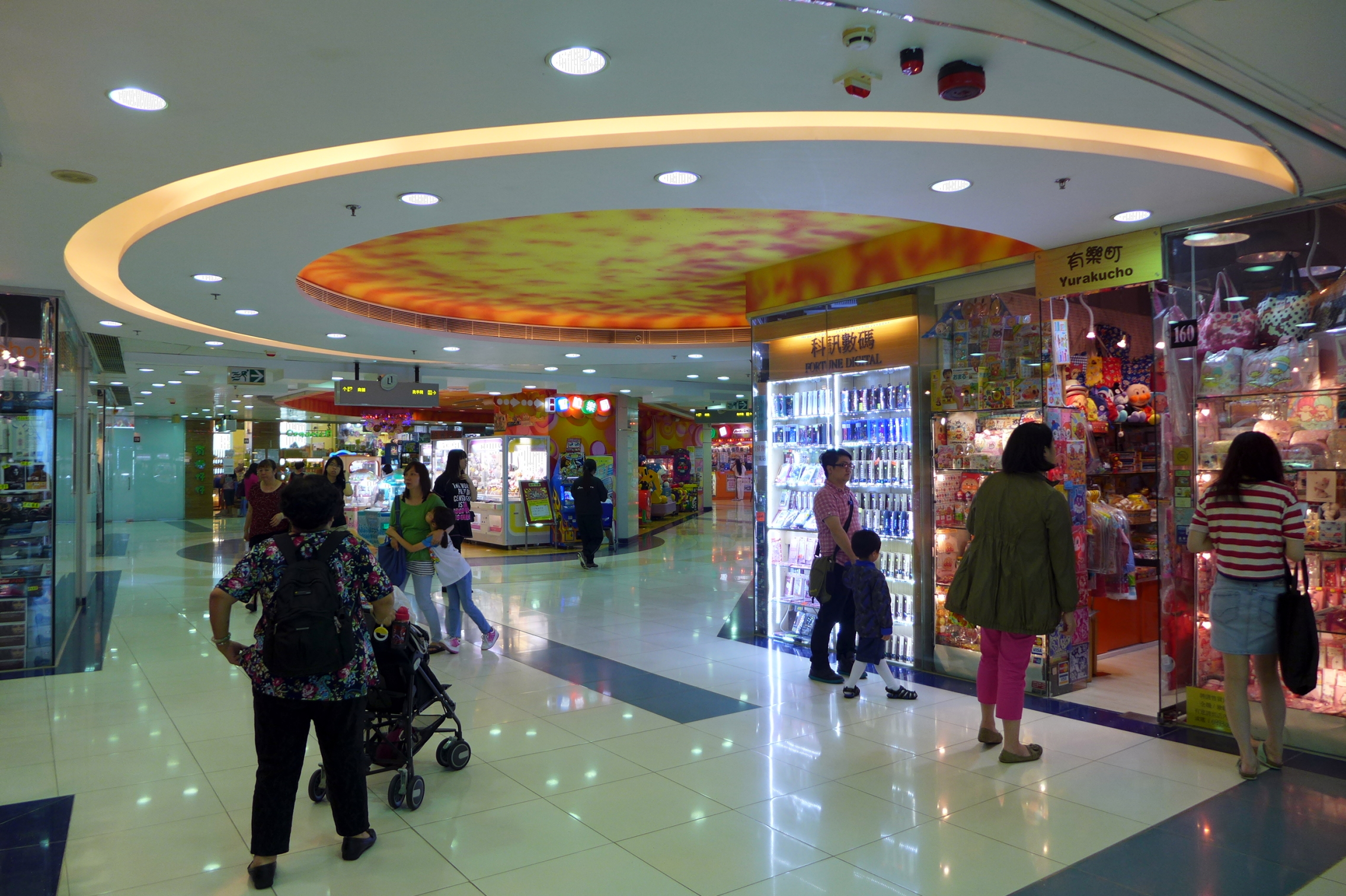
翻新前MCP DISCOVERY 1樓（2014年）
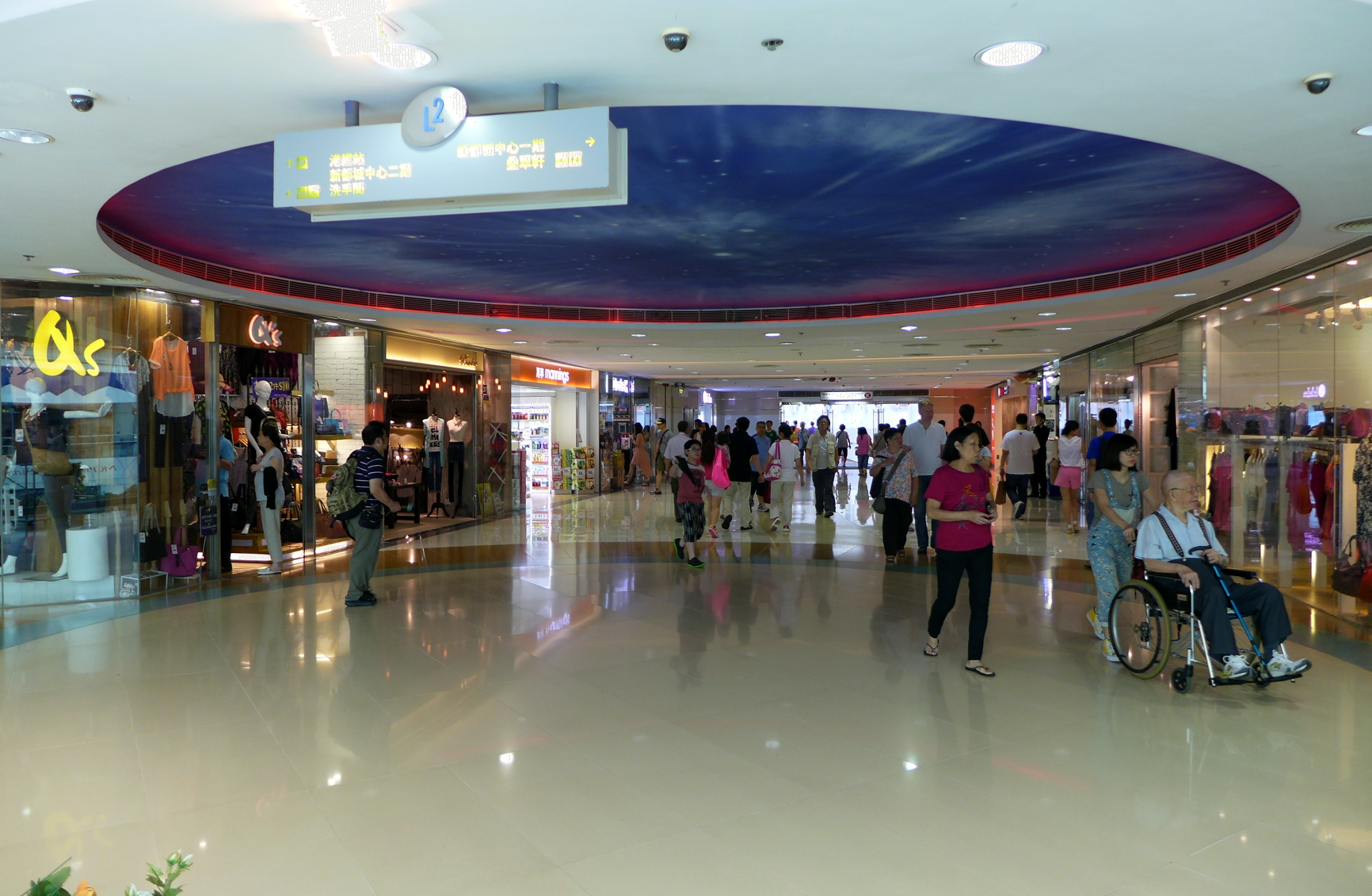
翻新前MCP DISCOVERY 2樓（2014年）

### 翻新
MCP DISCOVERY在2020年起進行翻新，風格大致與MCP CENTRAL相近。
- 翻新後的1樓（2021年）
- 翻新後的2樓（2021年）
- 翻新後的洗手間（2021年）

## 停車場
MCP ONE（已有充電裝置供車充電）、MCP CENTRAL及MCP DISCOVERY均設有時租停車場。於指定時間內進入MCP ONE或任何時段進入MCP CENTRAL或MCP DISCOVERY停車場可享免費泊車優惠。

## 交通

### 免費穿梭巴士[註 1]
- 免費往本商場
- 回程需使用指定車票

#### MCP CENTRAL
- 藍田線
  - （MCP CENTRAL → MCP ONE → 藍田公共運輸交匯處上落客區（滙景廣場）（滙景花園）（藍田站）→ MCP CENTRAL）
  - 日期：星期六、日及公眾假期
  - 時間：11:30至20:30（每60分鐘一班）

- 區內南線
  - （MCP CENTRAL → MCP ONE → 唐德街天晉（PopCorn）（將軍澳站）→ MCP CENTRAL）
  - 日期：星期六、日及公眾假期
  - 時間：11:30至20:30（每60分鐘一班）
- 西貢線
  - （MCP CENTRAL → 西貢福民路鄧肇堅運動場 → MCP CENTRAL）
  - 日期：星期六、日及公眾假期
  - 時間：11:30至20:30，每60分鐘一班

- 將軍澳醫院線
  - （MCP CENTRAL ↔ 將軍澳醫院）
  - 日期：星期一至五
  - （將軍澳醫院 → MCP CENTRAL）
  - 時間：12:10及13:10
  - （MCP CENTRAL → 將軍澳醫院）
  - 時間：12:50及13:50

## 相關事件

### 2019冠狀病毒病

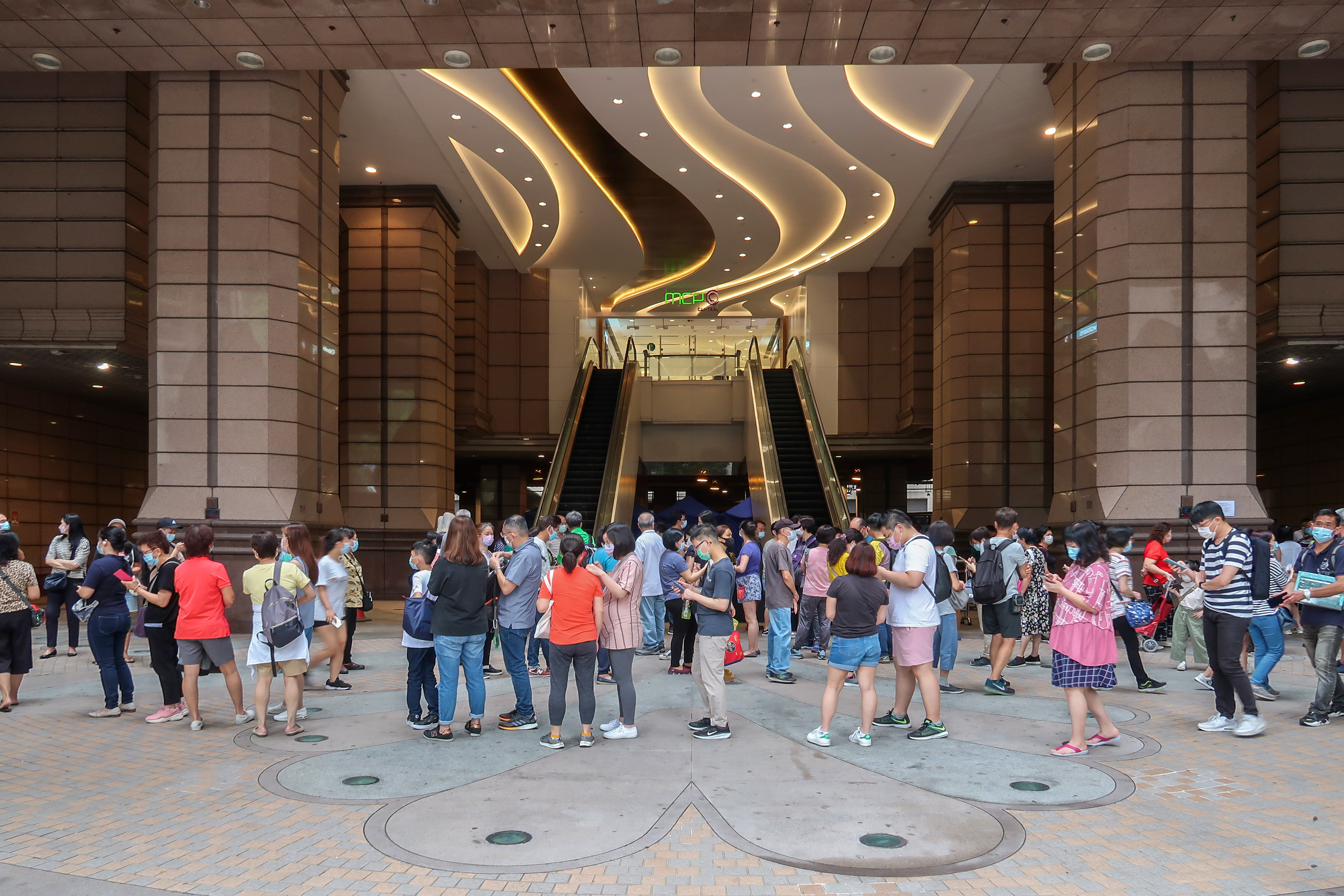
衞生防護中心將商場二期列入強制檢測公告，到2021年4月3日，逾百市民在商場外排隊輪候檢測

2021年4月2日，一名源頭不明2019冠狀病毒病確診個案的33歲男子，在潛伏期和傳染期內曾經多次到第二期商場的UG層和2樓買外賣，加上早前商場亦有一名確診者曾於同日到訪，衛生防護中心要求在3月19日至4月2日期間身處商場超過兩小時的人，均須強制檢測。逾百人在地面公共交通交匯處旁的流動採樣站排隊輪候檢測。有市民表示等候約1小時才完成檢測。而商場在晚上10時一度關閉清潔，至4月3日下午3時重開，場內有身穿保護衣的人在清潔消毒扶手電梯。商場下午重開後有多間商戶如常營業，並有一定人流。不過有商場員工質疑關閉時間太短。而街市部分與商場關閉，有市民不知街市暫停營業而「摸門釘」，最後要到超級市場買。

### 備註
1. ↑  2023年7月1日起結束服務。

### 引用
1. ↑  新都城中心商場招租 《文匯報》 1999年5月13日
2. ↑  全港最大商場之一每呎38現起 新都城二期舖 有租趁手 《香港經濟日報》 2000年5月15日
3. ↑  新都城中心開幕 節目源源不絕 《香港經濟日報》 2001年4月12日
4. ↑  新都城中心二期商場 明年開幕已租出七成 《香港商報》 1999年12月10日
5. ↑  新都城二期商場每呎45元招租 《蘋果日報》 2000年6月23日
6. ↑  將軍澳「新都城家居天地」 《新報》 2001年3月28日
7. ↑  . on.cc. 2021-04-03  [2021-04-03]. （原始内容存档于2021-04-03）.
8. ↑  . 立場新聞. 2021-04-03  [2021-04-03]. （原始内容存档于2021-07-06）.
9. ↑  . 明報. 2021-04-04  [2021-04-05]. （原始内容存档于2021-04-04）.

## 外部連結
维基共享资源上的相關多媒體資源：MCP新都城中心